# Hetzer
«Хетцер» (нем. Hetzer — подстрекатель, борзая) или Jagdpanzer 38 — немецкая лёгкая самоходная артиллерийская установка (САУ) класса истребителей танков. Применялась в период Второй мировой войны. По германской ведомственной системе обозначений военной техники носила индекс Sd.Kfz.138/2. Была разработана чехословацкой фирмой BMM на шасси лёгкого танка PzKpfw 38(t) в ноябре 1943 — январе 1944 года в качестве более дешёвой и массовой замены штурмовым орудиям StuG III, но в дальнейшем была переклассифицирована в истребитель танков, предназначавшийся в первую очередь для комплектования противотанковых подразделений пехотных и кавалерийских дивизий.
Серийное производство «Хетцера» началось в апреле 1944 года, всего до окончания войны было произведено по меньшей мере 2828 САУ этого типа. САУ активно использовалась германскими войсками на завершающем этапе войны, в основном на советско-германском фронте. 75 «Хетцеров» в декабре 1944 — январе 1945 года было также передано Венгрии. После войны производство «Хетцеров» было возобновлено в Чехословакии, где САУ выпускались для нужд собственной армии под обозначением ST-I/ST-III, а также по заказу Швейцарии под обозначением G-13. Всего с 1946 года по начало 1950-х годов было выпущено ещё 318 САУ. Хотя в Чехословакии «Хетцеры» были сняты с вооружения уже через несколько лет после окончания производства, в Швейцарии они оставались на вооружении до 1972 года.

## История создания

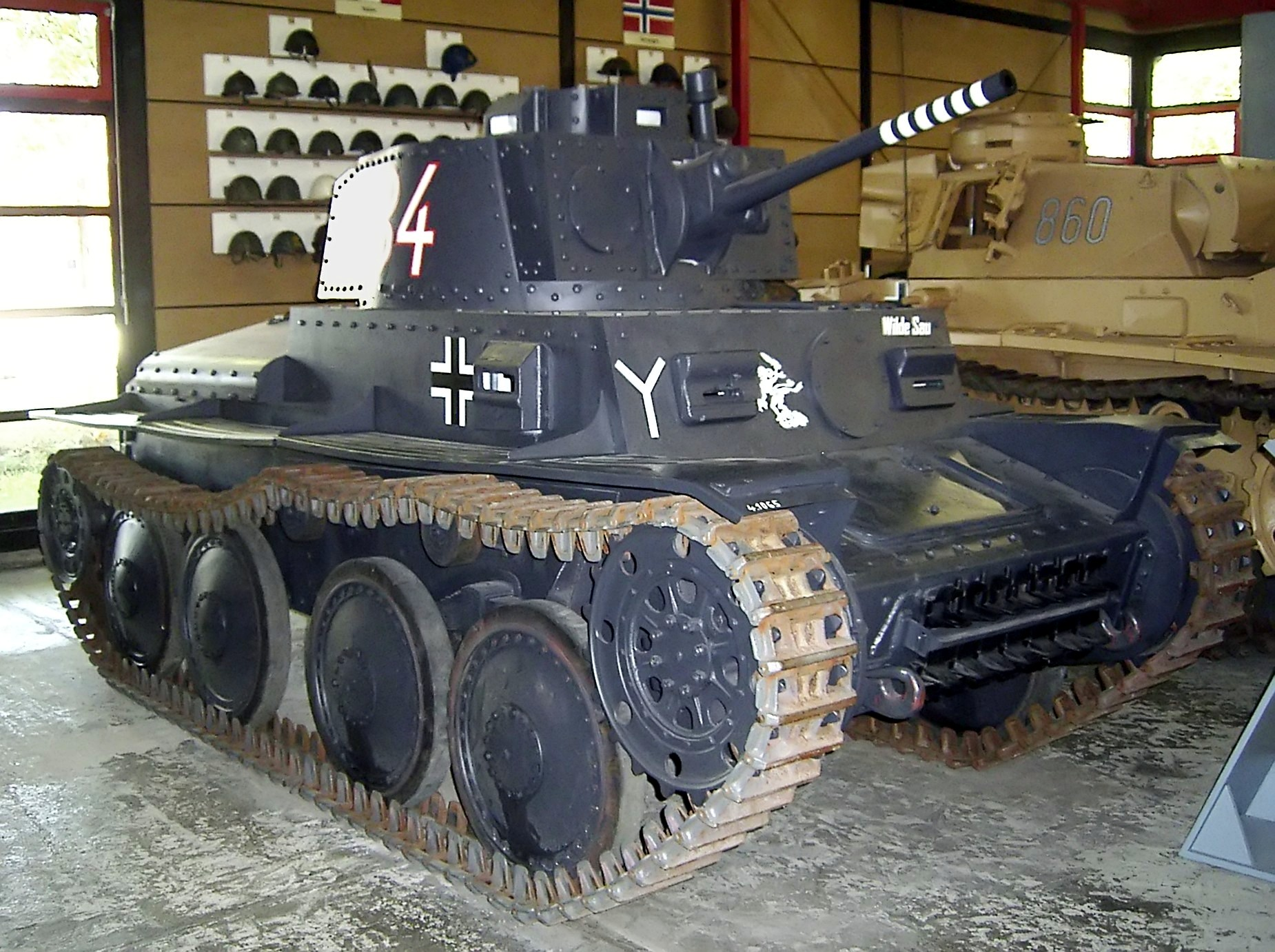
Лёгкий танк PzKpfw 38 Ausf. S

Одним из основных и наиболее многочисленным образцом бронетехники вермахта во второй половине Второй мировой войны являлось штурмовое орудие Sturmgeschütz III. Но к концу 1943 года Управление вооружений вермахта было вынуждено начать поиск альтернативы StuG III, сразу по нескольким причинам. Одной из них стало то, что в результате проведённой союзниками в ноябре 1943 года бомбардировки заводов фирмы «Алкетт» в Мариенфельде были повреждены цеха основного производителя этих САУ, что поставило под угрозу планы её производства на 1944 год. В качестве временного решения был начат выпуск штурмового орудия Sturmgeschütz IV, представлявшего собой комбинацию «надстройки» StuG III и шасси танка PzKpfw IV. Однако такая САУ была дороже и отнимала шасси, нужные для производства не менее необходимых танков PzKpfw IV. Другой причиной стало то, что даже до бомбардировки объёмы производства штурмовых орудий не удовлетворяли потребностям вермахта, которые, по расчётам OKH, должны были к началу 1945 года достигнуть не менее 1100 штук в месяц. Помимо этого, главный инспектор бронетанковых войск Г. Гудериан указывал на необходимость создания лёгкого штурмового орудия для перевооружения противотанковых подразделений пехотных дивизий.
В первые дни после бомбардировки рассматривалась в первую очередь возможность организации производства Sturmgeschütz III на заводах фирмы BMM, но предварительная проработка показала, что их сборочные линии и цеха, до этого занимавшиеся выпуском только лёгких бронемашин, не приспособлены к сборке 24-тонных штурмовых орудий. 6 декабря доклад о ситуации с выпуском штурмовых орудий был представлен А. Гитлеру, который согласился с предложением командования вермахта о создании для производства на BMM «лёгкого истребителя танков» (нем. leichter Panzerjäger). Требования к будущей САУ включали массу в 13 тонн, максимальную скорость в 55—60 км/ч и 60-мм лобовую броню, расположенную под значительными углами наклона. Проект подобной САУ с противоснарядным бронированием на шасси лёгкого танка PzKpfw 38(t) был разработан BMM ещё в августе — сентябре 1943 года. В то время вермахт не заинтересовался проектом, однако после возникновения потребности в новом штурмовом орудии были проведены исследования, показавшие, что наиболее дешёвым и освоенным в производстве являлось именно это шасси, на котором выпускалась в то время противотанковая САУ «Мардер III». Помимо дешевизны в производстве, PzKpfw 38(t) имел удачную конструкцию подвески, позволявшую при необходимости компенсировать увеличение массы бронемашины путём увеличения числа листов в рессорах или их толщины. Ещё одним доводом в пользу такого решения являлось то, что территория Чехословакии, на которой располагались заводы по производству этого танка, в то время почти не подвергалась бомбардировкам. В результате, в ноябре 1943 года BMM получила официальный заказ на завершение отложенного проекта «штурмового орудия нового типа» (нем. Sturmgeschütz n.A. или StuG n.A.) в течение месяца.
17 декабря 1943 года проект новой САУ был завершён, и комиссии Управления вооружений были представлены деревянные макеты двух предложенных BMM вариантов её исполнения. Первый базировался на шасси танка Pz.Kpfw.38(t) и вооружался 105-мм безоткатным орудием, а второй использовал шасси опытного модернизированного варианта PzKpfw 38(t), разведывательного танка TNH n.A. и был вооружён 105-мм трубой — пусковым устройством противотанковых ракет. Конструкция корпуса, имевшего рациональные углы наклона брони, была разработана германскими конструкторами. Проект был одобрен комиссией, и к производству был рекомендован доработанный вариант, сочетавший конструктивные решения обоих предложенных образцов. Однако от ещё не отработанных 105-мм орудий было решено отказаться в пользу проверенной 75-мм противотанковой пушки PaK 39. 27 января 1944 года был одобрен окончательный проект САУ, ещё до испытаний принятый на вооружение под обозначением «75-мм штурмовое орудие нового типа на шасси PzKpfw 38(t)» (нем. Sturmgeschütz n.A. mit 7,5 cm PaK 39 L/48 auf Fahrgestell PzKpfw 38(t)).
Хотя на вооружение новая САУ была принята в качестве штурмового орудия, каковые организационно находились в подчинении артиллерии, такое положение не устраивало Гудериана, который хотел получить StuG n.A. в распоряжение своего́ рода войск для использования в качестве истребителя танков. В итоге Гудериану удалось этого добиться, и StuG n.A. были переклассифицированы в истребители танков.

### Название
В танковых войсках САУ первоначально носили обозначение Panzerjäger für 7,5 cm PaK 39 L/48, с 11 сентября 1944 года сменённое на окончательное официальное Jagdpanzer 38. По германской ведомственной системе обозначений военной техники САУ был присвоен индекс Sd.Kfz.138/2.
Jagdpanzer 38 получил также название «Хетцер  (нем. Hetzer — борзая). По данным Т. Йенца, это название первоначально было закреплено за перспективным проектом схожего с Jagdpanzer 38 лёгкого истребителя танков — E-10, но неясным образом, возможно, в результате недоразумения, стало употребляться по отношению к Jagdpanzer 38 и 11 декабря 1944 года было закреплено за ним официально.

## Серийное производство и дальнейшее развитие

### Производство для Третьего рейха
18 января 1944 года, ещё до одобрения окончательного проекта САУ, было принято решение о производстве 1000 «Хетцеров». 28 января А. Гитлер лично определил скорейшее начало производства и увеличение его объёма как важнейшую задачу для армии в 1944 году. Был установлен график производства, предусматривавший выход к марту 1945 года на производство 1000 машин в месяц. Для производства были выделены находившиеся на территории Чехословакии фирмы BMM и «Шкода». Первая из них ранее занималась производством PzKpfw 38(t) и машин на его базе, однако её месячный выпуск не превышал 151 бронемашины, «Шкода» же вовсе не имела опыта выпуска бронетехники, за исключением сборки нескольких прототипов. Позднее первоначальный заказ был увеличен до 2000 САУ на каждой из фирм, но в это число входили также шасси для выпуска Bergepanzer 38 и Jagdpanzer 38 «Старр». Помимо BMM и «Шкоды», в производстве компонентов «Хетцера» были также задействованы «Линке-Хофман» в Бреслау и «Полди» в Кладно.
Три прототипа «Хетцера» собрали в марте 1944 года, но окончательно они были приняты вермахтом в апреле, одну из которых продемонстрировали Гитлеру 20 апреля.
В мае и июне производство «Хетцеров» продолжалось в соответствии с графиком, но в июле увеличить число выпущенных машин не удалось, что BMM объясняла задержками с поставкой орудийных установок. Выпущенные в этот период машины отличались также многочисленными мелкими проблемами с качеством сборки. В результате, хотя САУ принимались военной приёмкой, даже несмотря на эти недоработки, Управлением вооружений было принято решение снизить темпы увеличения выпуска «Хетцеров» в августе — декабре 1944 года и перенаправить усилия на повышение качества.
Практически одновременно с началом производства «Хетцера» началось постепенное внесение изменений в его конструкцию. Одним из постоянных недостатков новой САУ была чрезмерная утяжелённость носовой части, возникавшая из-за превышения её массы по сравнению с первоначальным проектом. 25 июня 1944 года для устранения этой проблемы было решено переработать конфигурацию лобового бронирования, увеличить толщину рессор подвески и разработать новую трансмиссию. Ещё в апреле была несколько уменьшена масса маски орудия, а также упрощено производство некоторых компонентов САУ. В мае—июле были введены двухстворчатый люк командира и дополнительные люки моторного отделения для упрощения посадки, высадки и доступа к агрегатам двигателя. В августе была введена облегчённая ещё на 200 кг маска орудия, а в сентябре подверглись усилению передние листы подвески путём замены 7-мм листов рессор на 9-мм, но планы разработки новой трансмиссии выполнены так и не были. Кроме того, летом были введены дополнительные смотровые приборы для командира и заряжающего, и продолжали постепенно вноситься изменения, направленные на упрощение производства САУ и повышение её надёжности.

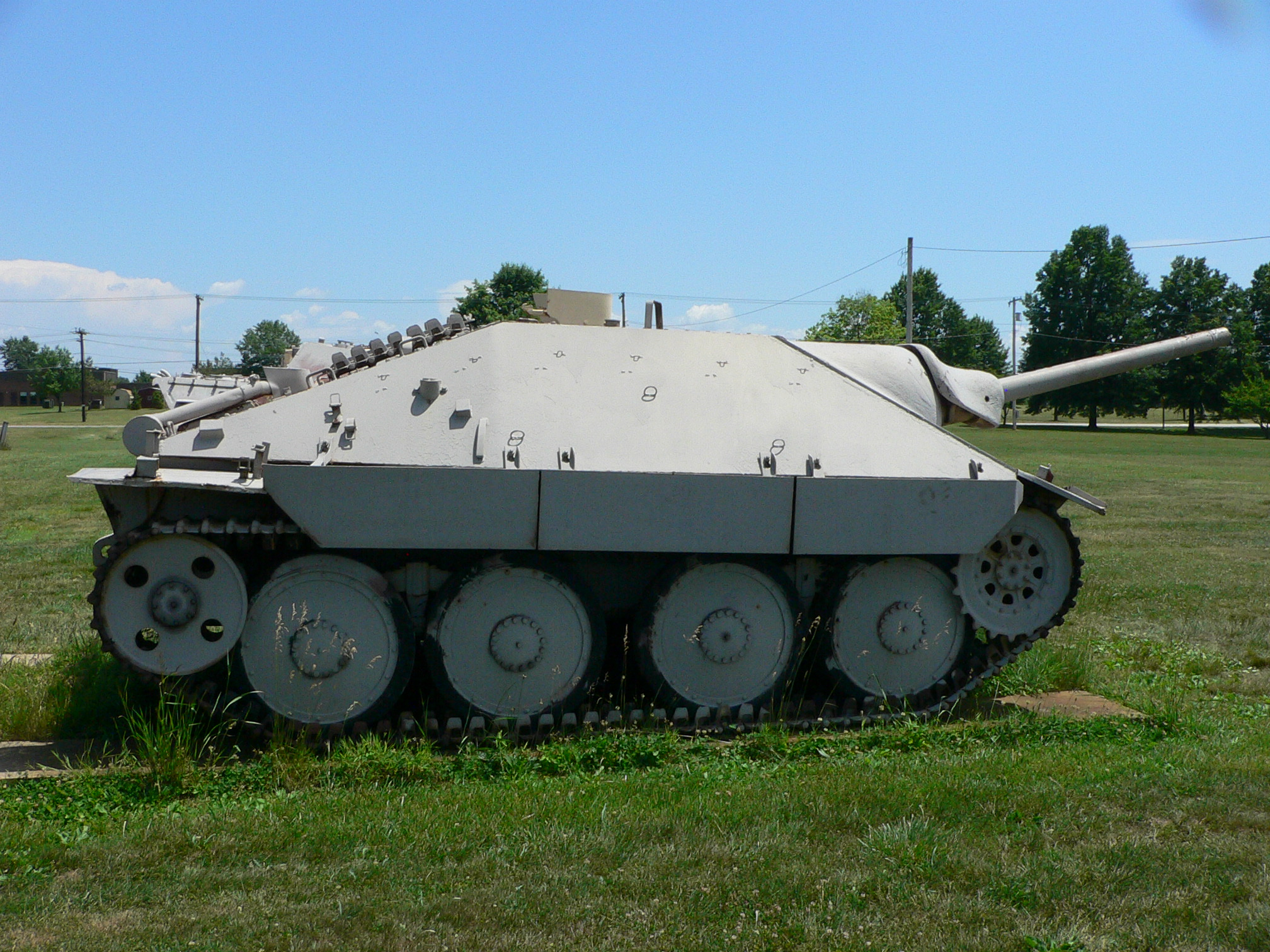
Музейный «Хетцер» позднего выпуска

В октябре 1944 года на заводы «Шкода» авиацией союзников были совершены два налёта, в ходе которых было сброшено 417 тонн бомб, что резко замедлило увеличение объёмов производства «Хетцера» на этом заводе, хотя и не прекратило его. В ноябре за счёт перекомпоновки боевого отделения удалось разместить в нём дополнительные пять выстрелов к пушке, кроме того, была улучшена вентиляция боевого отделения. В декабре число выпущенных САУ вновь упало, в том числе вследствие трёх новых авианалётов на заводы «Шкода», в ходе которых было сброшено 375 тонн бомб. Тем не менее, в январе 1945 года удалось достичь пикового значения выпуска «Хетцеров», после чего темпы производства начали резко падать. Причиной тому были всё усиливавшиеся проблемы с поставками материалов и частей, которые испытывала вся промышленность Третьего рейха, и продолжавшиеся бомбардировки заводов «Шкода», а с 25 марта — и BMM.
В январе 1945 года, в связи с частыми случаями выхода из строя бортовых передач при интенсивном маневрировании, были введены усиленные передачи модели 6.75. Кроме этого, в том же месяце на «Хетцеры» начал устанавливаться форсированный двигатель мощностью 176—180 л. с. В дальнейшем существенные изменения в конструкцию серийных САУ уже не вносились. Строились планы оснащения «Хетцера» многотопливным дизельным двигателем производства фирмы «Татра», но уже предварительная проработка проекта в январе 1945 года показала, что в САУ с дизельным двигателем по сравнению с «Хетцером» удастся оставить без изменений лишь лобовую оконечность корпуса, опорные катки и ленивец. В результате, хотя согласно приказу Г. Гудериана от 19 марта, в связи с нехваткой топлива заводам следовало немедленно перейти на выпуск Jagdpanzer 38 с дизельным двигателем, эта программа осуществлена так и не была, чтобы не допустить ещё большего снижения выпуска «Хетцеров».
Производство «Хетцера», несмотря на бомбардировки, недопоставку комплектующих и регулярные перебои с подачей электроэнергии, продолжалось вплоть до первых дней мая 1945 года. Для компенсации уменьшения выпуска САУ на BMM в результате бомбардировок в первой половине апреля производство «Хетцера» было перенесено с предприятий BMM в Праге на завод в Миловице. Основной проблемой для выпуска Jagdpanzer 38 в апреле стала нехватка 75-мм пушек PaK 39/2, производившихся на заводах в Германии, в связи с чем планировалось в мае устанавливать на «Хетцеры» также и пушки StuK 40, выпускавшиеся «Шкодой». Точное количество изготовленных в мае САУ неизвестно, но в целом, по данным Т. Йенца, в 1944—1945 годах фирмами BMM и «Шкода» было выпущено 2827 «Хетцеров». 
Всего завод ВММ выпустил 2047 установок (№№ 321001 — 323000, 325001 — 325047). Skoda сдала 780 машин (№№ в диапазоне 323001 — 323843).
|       |                    | 1     | 2     | 3     | 4     | 5     | 6     | 7     | 8     | 9     | 10    | 11    | 12    | Всего |
| ----- | ------------------ | ----- | ----- | ----- | ----- | ----- | ----- | ----- | ----- | ----- | ----- | ----- | ----- | ----- |
| 1944  | Jagdpz 38(t)       |       |       |       | 22    | 41    | 98    | 110   | 162   | 204   | 140   | 368   | 302   | 1447  |
| 1944  | Jagdpz 38(t) Starr |       |       |       | 1     | 1     |       |       |       | 2     |       |       | 5     | 9     |
| 1944  | Flammpz 38(t)      |       |       |       |       |       |       |       |       |       |       |       | 20    | 20    |
| 1944  | Bergewg 38(t)      |       |       |       |       | 8     | 2     |       | 8     | 14    | 50    | 19    |       | 101   |
| 1944  | Всего              |       |       |       | 23    | 50    | 100   | 110   | 170   | 220   | 190   | 387   | 327   | 1577  |
| 1945  | Jagdpz 38(t)       | 390   | 379   | 282   | 114   |       |       |       |       |       |       |       |       | 1165  |
| 1945  | Jagdpz 38(t) Starr | 5     |       |       |       |       |       |       |       |       |       |       |       | 5     |
| 1945  | Bergewg 38(t)      | 39    | 19    | 19    | 3     |       |       |       |       |       |       |       |       | 80    |
| 1945  | Всего              | 434   | 398   | 301   | 117   |       |       |       |       |       |       |       |       | 1250  |
| Итого | Итого              | Итого | Итого | Итого | Итого | Итого | Итого | Итого | Итого | Итого | Итого | Итого | Итого | 2827  |

| График производства «Хетцера» |                      |      |      |      |      |      |      |      |      |      |      |      |      |      |      |       |
| Год / месяц                   | Год / месяц          | 1944 | 1944 | 1944 | 1944 | 1944 | 1944 | 1944 | 1944 | 1944 | 1944 | 1945 | 1945 | 1945 | 1945 | Всего |
| Год / месяц                   | Год / месяц          | 3    | 4    | 5    | 6    | 7    | 8    | 9    | 10   | 11   | 12   | 1    | 2    | 3    | 4/5  | Всего |
| Производство на фирме BMM     | план                 | 0    | 20   | 50   | 100  | 200  | 250  | 300  | 350  | 400  | 400  | 400  | 450  | 500  | н/д  | 3420  |
| Производство на фирме BMM     | факт                 | 0    | 23   | 50   | 100  | 100  | 150  | 190  | 133  | 298  | 223  | 289  | 273  | 148  | 70   | 2047  |
| Производство на фирме «Шкода» | план                 | 0    | 0    | 0    | 0    | 10   | 50   | 100  | 150  | 200  | 300  | 400  | 450  | 500  | н/д  | 2160  |
| Производство на фирме «Шкода» | факт                 | 0    | 0    | 0    | 0    | 10   | 20   | 30   | 57   | 89   | 104  | 145  | 125  | 153  | 47   | 780   |
| Отправлено с заводов          | Отправлено с заводов | 0    | 23   | 50   | 100  | 100  | 171  | 124  | 290  | 403  | 327  | 434  | 398  | 301  | н/д  |       |

### Проекты дальнейшего развития «Хетцера»

#### Jagdpanzer 38 starr
Планы вооружения «Хетцера» 75-мм пушкой в безоткатной установке строились ещё с самого начала проектирования САУ. Хотя из-за неготовности такой установки было принято решение начать производство «Хетцера» с пушкой традиционной конструкции, работы по безоткатной установке были продолжены. Преимуществами такого конструктивного решения являлись упрощение и снижение стоимости орудия, уменьшение маски орудия и соответственно, ослабленной зоны в лобовом бронировании, а также некоторое увеличение скорострельности и свободного внутреннего объёма САУ за счёт исключения зоны отката казённой части орудия.
Первый опытный «Хетцер» с безоткатной установкой был изготовлен в апреле 1944 года из одного из прототипов, в мае построили ещё один экземпляр. К 1 августа, согласно докладу фирмы «Алкетт», в ходе испытаний им было произведено 1000 выстрелов. Хотя в целом конструкция показала себя работоспособной, отдача вызывала регулярные поломки прицела — последнюю проблему германским конструкторам так и не удалось устранить до конца войны. Первоначально планировалось немедленно начать производство предсерийной партии (0-Serie) из 10 САУ, но по настоянию «Алкетт» начало производства было отложено до получения результатов испытаний усовершенствованной безоткатной установки, которые должны были начаться в сентябре. Устранение проблем с безоткатной установкой затягивалось; в сентябре «Алкетт» и «Крупп» переоборудовали ещё две САУ. Только в декабре 1944 собрали первые 5 установок из «нулевой» серии. В январе 1945 были закончены оставшиеся пять машин 0-серии, причем последняя из них покинула завод только в апреле.
«Хетцеры» с безоткатной установкой обозначались как Jagdpanzer 38 starr (нем. starr — «жёсткий» или «неподвижно закреплённый»). За исключением крепления орудия в безоткатной шаровой установке в верхней лобовой бронеплите, Jagdpanzer 38 starr были идентичны серийным машинам. 22 марта 1945 года была заказана постройка прототипа Jagdpanzer 38 starr с дизельным двигателем фирмы «Татра», для демонстрации А. Гитлеру к середине апреля. Одна САУ была передана «Крупп» для оснащения более мощными орудиями с длиной ствола 60 калибров, а по некоторым данным, несколько из Jagdpanzer 38 starr даже были перевооружены пушками PaK 42/2 с длиной ствола 70 калибров, однако документальные подтверждения последнему отсутствуют. Известно, что один Jagdpanzer 38 starr был 31 марта включён в состав танковой роты, сформированной для обороны полигона Берка с приближением к нему линии фронта, но в тот же день был уничтожен по личному указанию Гитлера, чтобы не допустить попадания в руки противника. Ещё 8 САУ, находившиеся в танковой школе в Миловице, считались небоеспособными, поэтому прицелы и механизмы наведения были с них сняты для комплектования стандартных «Хетцеров».
После капитуляции Германии документация по проекту Jagdpanzer 38 starr досталась СССР и вызвала интерес советских специалистов. В ноябре 1945 года было принято решение о доработке конструкции САУ, для чего была сформирована группа из германских специалистов, и рассмотрении возможности использования её в Советской армии. Проект был завершён в мае—августе 1946 года и предусматривал вооружение САУ 75-мм пушкой с длиной ствола 45 калибров, размещённой в установке с углами вертикального наведения от −8 до +15°. В Германии под контролем советских наблюдателей были изготовлены несколько прототипов САУ, однако дальнейшие работы по советскому варианту «Хетцера» были прекращены из-за неперспективности 75-мм пушки и проблематичности использования в нём более мощных орудий. Опыт работы над безоткатными установками вместе с тем был в дальнейшем использован в СССР при проектировании ряда артиллерийских систем, в частности, башенной установки И-100.

#### Jagdpanzer 38(d)
В начале 1945 года был разработан проект САУ для замены «Хетцера», получившей обозначение Jagdpanzer 38(d) (d — нем. Deutschland — «Германия»). Разработка САУ была осуществлена в рамках принятой в октябре 1944 года программы Управления вооружений вермахта по стандартизации шасси танков и САУ, предусматривавшей оставление в производстве только трёх типов шасси — PzKpfw 38(t) в виде «Хетцера», «Пантеры» и «Тигра II». Но увеличению объёмов выпуска «Хетцера» препятствовала неприспособленность машины чехословацкой разработки к оборудованию и технологическим процессам германских предприятий, что создало проблемы с доступностью шасси для выпуска других типов бронетехники. Разработанный для производства на германских заводах Jagdpanzer 38(d) в целом сохранил компоновку и основные черты «Хетцера», но его корпус был удлинён на 40 см, а ширина колеи возросла на 6 см. Толщина лобового бронирования была доведена до 80 мм, в то время как бортовые листы стали вертикальными. Пушка PaK 39/2 была заменена на более мощную 75-мм пушку PaK 42/2 с длиной ствола 70 калибров. На САУ должен был устанавливаться дизельный двигатель V-103 фирмы «Прага», развивавший максимальную мощность в 220 л. с., трансмиссия AK 5-80 и усиленный механизм поворота, что обеспечивало Jagdpanzer 38(d) максимальную скорость, по разным данным, 40 или 45 км/ч, несмотря на увеличившуюся до 16,5 т массу.
Проект был сочтён привлекательным по соотношению цена — эффективность, и было принято решение с июля 1945 года переключить на производство Jagdpanzer 38(d) все оставшиеся танкостроительные мощности — фирмы «Алкетт», «Крупп», M.I.A.G. и «Нибелунгенверк» — с достижением к концу июля месячного выпуска в 1250 машин. Проработанные в начале 1945 года проекты бронемашин семейства Jagdpanzer 38(d) также включали:
- Gerät 547 — штурмовое орудие, подобное своему аналогу на базе «Хетцера» и отличавшееся лишь заменой пушки на 105-мм гаубицу.
- Aufklärungspanzer 38(d) — разведывательный танк, спроектированный в четырёх вариантах вооружения.
- Bergepanzer 38(d) — бронированная ремонтно-эвакуационная машина для технического обеспечения подразделений боевой техники на базе Jagdpanzer 38(d).
- Gerät 587 — универсальная легкобронированная орудийная платформа, разработанная в ряде вариантов для транспортировки 88-мм и 128-мм противотанковых орудий и 105-мм и 150-мм гаубиц, размещавшихся в полностью или частично бронированной установке с круговым обстрелом[32].
- Gerät 589 — штурмовое орудие, вооружённое 280-мм мортирой.
- Halbgruppenfahrzeug — боевая машина пехоты, вооружённая 20-мм автоматической пушкой и рассчитанная на перевозку восьми пехотинцев в дополнение к трём членам экипажа.
- Средний танк с установкой башни типа Schmalturm с 75-мм пушкой с длиной ствола 48 калибров.

Хотя прототип Jagdpanzer 38(d) был изготовлен фирмой «Алкетт» при участии BMM и «Татра» в начале 1945 года и успешно прошёл испытания, Германия капитулировала раньше, чем было начато серийное производство этой САУ. Из всей программы производства других бронемашин на шасси Jagdpanzer 38(d) было осуществлено только изготовление нескольких прототипов орудийных платформ.

### Послевоенное производство
После окончания войны в Чехословакии осталось 2250 «Хетцеров», находившихся на разных стадиях сборки. «Хетцер» рассматривался как основной кандидат на вооружение новой чехословацкой армии, но 12 июля 1945 года чешские военные специалисты обследовали САУ и из-за многочисленных конструктивных недостатков рекомендовали не возобновлять её производство. После дальнейшего рассмотрения вопроса, 16 ноября того же года командование армии приняло решение достроить лишь те из «Хетцеров», которые находились не менее чем в 75%-й готовности. Всего таких САУ было найдено 100—150 на заводах «Шкода» и около 100 на ČKD, в других источниках приводится также число в более чем 300 пригодных к достройке и восстановлению «Хетцеров». 27 ноября Штаб танковых войск Чехословакии принял окончательное решение о принятии «Хетцера» на вооружение под обозначением St-Vz.38-I (порой сокращаемого до ST-I, от чеш. Stíhač или Stíhač Tanků — «истребитель танков»), а также принятии на вооружение его невооружённого учебного варианта St-Vz.38-III (ST-III), отличавшегося установкой на крыше боевого отделения рубки для инструктора. В феврале 1946 года ČKD получила заказ на изготовление или капитальный ремонт 50 St-Vz.38-I и 50 St-Vz.38-III, а в 1947 году — ещё на 30 St-Vz.38-I. «Шкоде» в конце 1949 года были заказаны ещё 30 машин. В некоторых источниках, вместе с тем, при близкой общей численности чехословацких St-Vz.38 приводятся данные о том, что как St-Vz.38-I были закончены лишь 16 САУ, тогда как остальные 249 достроенных или переделанных из оставшихся от вермахта «Хетцеров» были выпущены в учебном варианте.

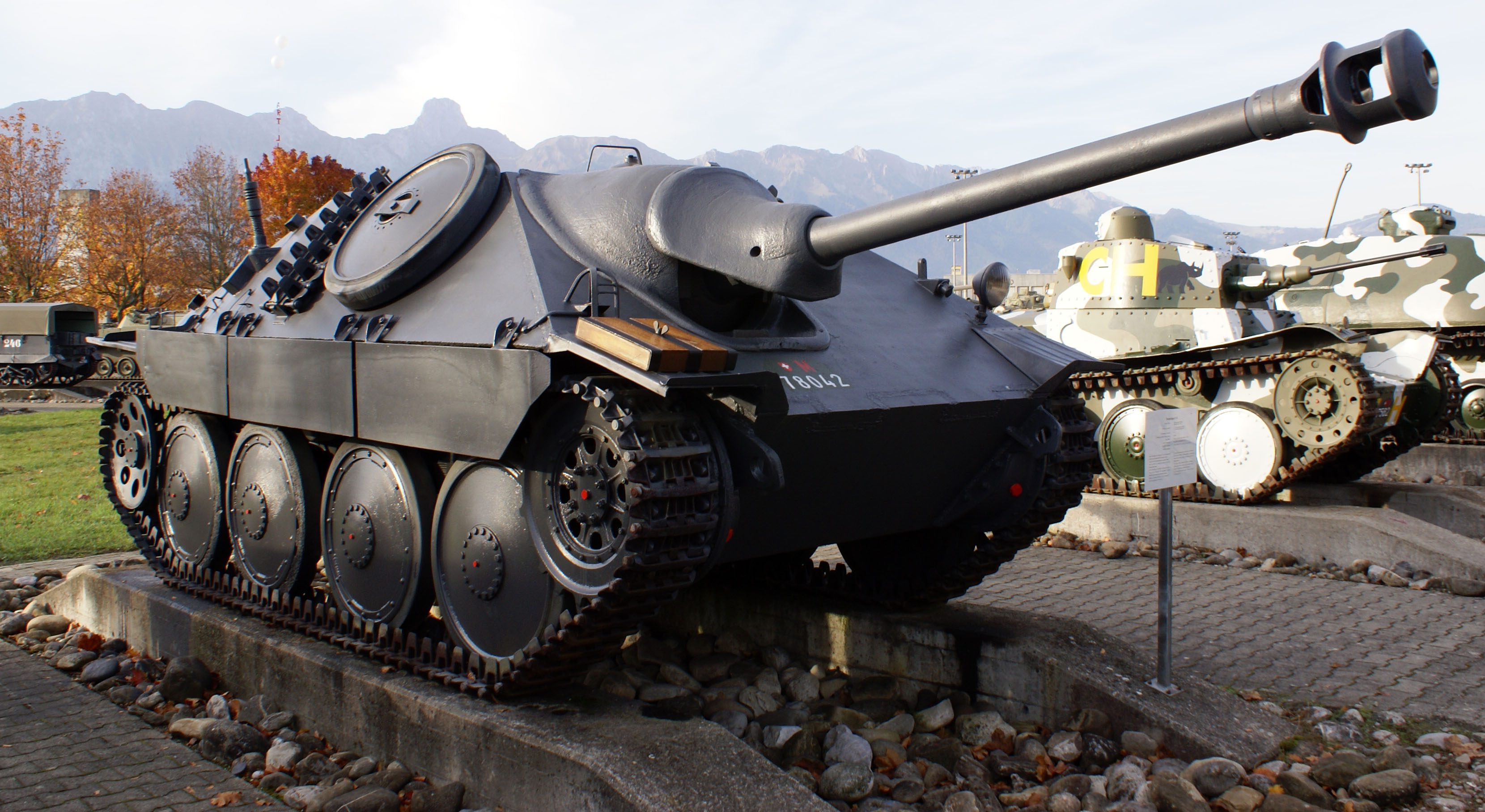
Швейцарский G-13. Заметно характерное для швейцарской армии крепление дополнительных запасных траков и запасного опорного катка на бортах рубки

В послевоенный период интерес к закупке «Хетцеров» проявила также Швейцария, чей бронетанковый парк к тому времени состоял лишь из 24 закупленных всё в той же Чехословакии перед войной и к 1945 году полностью устаревших лёгких танков LTH — одного из экспортных вариантов LT vz.38, послужившего базой для «Хетцера». В 1944—1945 годах в Швейцарии предпринимались попытки создания на базе LTH собственного штурмового орудия NK II по образцу германских StuG III, но с окончанием войны работы в этом направлении были прекращены из-за потери актуальности задачи производства бронетехники собственными силами. Тем не менее, необходимость модернизации бронетанкового парка была очевидна, и в вопросе закупки бронетехники армия Швейцарии вновь обратилась к Чехословакии. Внимание швейцарской закупочной комиссии, направленной на завод «Шкоды», привлекли «Хетцеры».
Несмотря на сложности, возникшие при переговорах, сторонам удалось прийти к согласию. Конструкция САУ подверглась некоторым доработкам в соответствии с требованиями швейцарской армии и в июле 1946 года прошёл испытания первый прототип швейцарского «Хетцера». По предложению «Шкоды», Швейцарией 15 августа 1946 года была заказана пробная партия из 8 «Хетцеров» на сумму в 4 904 363 кроны или 421 806 франков. Партия была изготовлена «Шкодой» из задела, оставшегося от заказов вермахта и проведённые в 1947 году испытания САУ в Швейцарии, проводившиеся в том числе в горной местности в районе Интерлакена, полностью удовлетворили швейцарских военных, принявших её на вооружение швейцарской армии под обозначением G-13; свою роль сыграла и выгодная цена чехословацкой машины.
В ноябре 1946 года был заключён договор на сумму в 66 323 000 крон или 5 704 099 франков на поставку 100 G-13. САУ поставлялись в Швейцарию четырьмя партиями по 25 машин, отправленными 29 апреля, 28 июля, в октябре и 20 декабря 1947 года. Так как необходимых для выполнения заказа орудий PaK 39/2 в наличии не имелось, «Шкоде» пришлось приспособить для установки в G-13 противотанковые орудия PaK 40, производившиеся на её заводах в годы войны. По своим баллистическим характеристикам они были почти идентичными, а по используемым боеприпасам оба орудия были разными: у PaK 40 унитарный выстрел имел длину гильзы 716 мм, а у PaK 39 всего 495 мм, помимо менее значительных особенностей конструкции, наличие дульного тормоза и тип затвора PaK 40 горизонтально клиновой с полуавтоматикой копирного типа, у PaK 39 вертикально клиновой. В конструкцию G-13 по сравнению с германскими и чехословацкими версиями был внесён и ряд других изменений, в том числе направленных на увеличение срока службы САУ, изначально созданной для военного времени и рассчитанной лишь на сравнительно короткое использование.
Также G-13 вместо бензиновых двигателей оборудовались дизельными, производства швейцарской фирмы «Заурер», но ситуация с их установкой не вполне ясна. По одним данным, дизельный двигатель начиная с 65-й выпущенной машины устанавливался ещё на заводе, по другим же — дизельные двигатели на 86 САУ были установлены уже в Швейцарии только в 1952—1954 годах. В 1947 году Швейцария выдала дополнительный заказ ещё на 50 G-13, на сумму в 51 932 485 крон или 4 502 224 франка, доведший общее число швейцарских «Хетцеров» до 158. Из заказанных машин, 12 были отправлены «Шкодой» в сентябре, 18 — в ноябре 1948 года, а последние 20 — только 16 февраля 1950 года, хотя в некоторых источниках указывается, что последние САУ были переданы Швейцарии только в 1952 году.

## Конструкция
«Хетцер» имел компоновку с расположением совмещённого трансмиссионного, боевого отделений и отделения управления в лобовой части и моторного — в кормовой части корпуса. Экипаж САУ состоял из четырёх человек: командира, чьё место находилось по правой стороне от орудия и механика-водителя, наводчика и заряжающего (выполнявшего также функции радиста), располагавшихся друг за другом в левой половине боевого отделения.

### Броневой корпус
«Хетцер» имел дифференцированную противоснарядную бронезащиту, выполненную с широким применением рациональных углов наклона. Броневой корпус САУ представлял собой жёсткую сварную коробчатую конструкцию из листов броневой стали толщиной 8, 10, 20 и 60 мм. Лобовая часть корпуса имела клиновидную форму и состояла из двух 60-мм листов из стали марки E22 с твёрдостью 265—309 B, верхнего, расположенного под наклоном в 60° к вертикали, и нижнего, имевшего наклон в 40°. Борта корпуса имели развитые надгусеничные ниши и состояли из верхних и нижних 20-мм листов, имевших наклон, соответственно, 40 и 15°. Нижняя часть кормы корпуса была аналогична нижним бортовым листам; все 20-мм бронелисты изготавливались из малолегированной стали SM, имевшей твёрдость 220—265 B. Крыша боевого отделения и верхний кормовой лист, служивший также крышей моторного отделения и имевший наклон в 70°, собирались из 8-мм бронелистов, днище корпуса имело толщину 10 мм. Маска орудия имела толщину 60 мм и собиралась из литых подвижной и неподвижной частей. Борта САУ в области верхней ветви гусениц дополнительно прикрывались 5-мм трёхсекционными стальными экранами, предназначенными для защиты от огня противотанковых ружей.
Посадка и высадка командира осуществлялись через люк в крыше корпуса, на САУ ранних выпусков — одностворчатый, с мая — июля 1944 года — двухстворчатый, со второй створкой в верхнем кормовом бронелисте. На трёх остальных членов экипажа приходился лишь один двухстворчатый люк в крыше корпуса, над местом заряжающего. Доступ к моторному отделению осуществлялся через люки в верхнем и нижнем кормовых листах, кроме того, крыша боевого отделения была выполнена съёмной. На швейцарских G-13 был введён люк для экстренного покидания машины, расположенный в днище корпуса между сиденьями наводчика и командира.

### Вооружение
Основное вооружение «Хетцера» составляла 75-мм нарезная пушка Panzerjägerkanone PaK 39/2 L/48 длиной ствола в 48 калибров. Пушка монтировалась в рамочной установке в верхнем лобовом бронелисте корпуса, со смещением к правому борту, имела вертикально клиновой затвор с полуавтоматикой копирного или механического типа. Приводы наведения орудия — ручные; углы наводки в вертикальной плоскости составляли от −6 до +12°, в горизонтальной плоскости — 5° влево и 11 или, по другим данным, 10° вправо. Для наведения на цель орудие оборудовалось перископическим оптическим прицелом Sfl.Z.F.1a, имевшим увеличение 5×, поле зрения 8° и прицельные сетки, рассчитанные на ведение огня бронебойными калиберными снарядами на дистанцию до 2000 метров, подкалиберными — до 1500 метров и осколочно-фугасными — до 3000 метров. Боекомплект орудия на машинах ранних выпусков составлял 41 выстрел, с ноября 1944 года он был увеличен до 46 выстрелов. 9 выстрелов размещались в боеукладке первой очереди у левого борта корпуса, тогда как укладки остальной части боекомплекта находились по правую сторону от пушки. На машинах модификации G-13 устанавливалась пушка PaK 40, практически идентичная PaK 39/2 по своим баллистическим характеристикам, но отличавшаяся применяемым выстрелом, типом затвора и наличием дульного тормоза.
| Боеприпасы пушки PaK 39                                                          |               |                    |                    |                   |             |                  |                       |                                                |
| Тип снаряда                                                                      | Марка снаряда | Длина выстрела, мм | Масса выстрела, кг | Масса снаряда, кг | Масса ВВ, г | Марка взрывателя | Дульная скорость, м/с | Дальность прямого выстрела по цели высотой 2 м |
| бронебойный остроголовый с защитным и баллистическим наконечниками, трассирующий | Pzgr.39       | 969                | 11,90              | 6,80              | 20          | н/д              | 790                   |                                                |
| бронебойный подкалиберный обтекаемой формы, трассирующий                         | Pzgr.40       | 931                | 8,80               | 4,15              | —           | —                | 990                   |                                                |
| бронебойный кумулятивный, трассирующий                                           | Gr.38 HL      |                    |                    | 4,80              |             |                  | 450                   |                                                |
| осколочно-фугасный                                                               | Sprgr.34      | 1005               | 9,10               | 5,74              | 680         | н/д              | 550                   |                                                |

| Таблица бронепробиваемости для PaK 39 |                        |                        |                        |                        |                        |
| Снаряд \ Расстояние, м | 100                    | 500                    | 1000                   | 1500                   | 2000                   |
| Pzgr.39 |                        |                        |                        |                        |                        |
| (угол встречи 60°) | 106                    | 96                     | 85                     | 74                     | 64                     |
| Pzgr.40 |                        |                        |                        |                        |                        |
| (угол встречи 60°) | 143                    | 120                    | 97                     | 77                     | —                      |
| Gr.38 HL/C |                        |                        |                        |                        |                        |
| (угол встречи 60°) | 100 на любой дальности | 100 на любой дальности | 100 на любой дальности | 100 на любой дальности | 100 на любой дальности |
| Бронепробиваемость приводится по немецкой методике измерения пробивной способности, для катаной стальной гомогенной брони. Следует помнить, что в разное время и в разных странах использовались различные методики определения бронепробиваемости. Как следствие, прямое сравнение с аналогичными данными других орудий часто оказывается невозможным. |                        |                        |                        |                        |                        |

| Таблица бронепробиваемости для PaK 39                                                                                        |     |     |      |      |      |
| Снаряд \ Расстояние, м | 100 | 500 | 1000 | 1500 | 2000 |
| Pzgr.39 |     |     |      |      |      |
| (угол встречи 60°) | 83  | 72  | 60   | 50   | 42   |
| Pzgr.40 |     |     |      |      |      |
| (угол встречи 60°) | 120 | 101 | 82   | 64   | 50   |
| Бронепробиваемость рассчитана по стандартной советской методике (формула Жакоб-де-Марра для цементированной брони с K=2400). |     |     |      |      |      |

Для обороны от пехоты противника «Хетцер» оборудовался 7,92-мм пулемётом MG 34 или MG 42, размещённым в дистанционно управляемой турельной установке на крыше, впереди люка заряжающего. Управление пулемётом осуществлялось заряжающим, для наведения использовался перископический прицел с увеличением 3× и полем зрения 8°. Питание пулемёта осуществлялось из барабанных магазинов с лентами на 50 патронов, боекомплект пулемёта составлял 1200 патронов. Перезарядка осуществлялась заряжающим вручную, стоя в люке. САУ модификации G-13 оснащались швейцарским 7,5-мм пулемётом MG 38 в ручной турельной установке, размещённой позади люка заряжающего. Боекомплект пулемёта составлял 600 патронов. Для самообороны экипажа «Хетцеры» комплектовались 7,92-мм автоматом StG 44.

### Средства наблюдения
Командир «Хетцера» на марше мог вести наблюдение, стоя в своём люке, тогда как для обзора в бою он имел съёмный бинокулярный перископический смотровой прибор S.F.l4Z, устанавливавшийся в открытом люке и представлявший собой стандартную артиллерийскую стереотрубу с увеличением 10× с закреплённым на ней призменным перископическим прибором однократного увеличения. При закрытой крышке люка единственным средством обзора для командира являлся неподвижный перископический смотровой прибор с полем зрения около 200°, размещённый позади люка и обеспечивавший обзор кормового сектора; по одним данным, он имелся на всех выпущенных «Хетцерах», по другим же — появился лишь с лета 1944 года. Для наводчика и заряжающего единственными средствами наблюдения на САУ ранних выпусков являлись прицелы, соответственно, пушки и пулемёта, имевшие ограниченные углы обзора. С лета 1944 года наводчик получил неподвижный перископический прибор, аналогичный командирскому, установленный слева от люка и обеспечивавший обзор по левому борту. Для механика-водителя единственным средством обзора служили два перископических смотровых прибора, установленные в верхнем лобовом бронелисте, из которых часто устанавливался лишь один. Возможности наблюдения «по-походному» механик-водитель не имел. Швейцарские G-13 отличались наличием у командира поворотного перископического смотрового прибора, размещавшегося в бронеколпаке на крыше над его рабочим местом.

### Средства связи
Для внешней связи линейные «Хетцеры» оборудовались радиостанциями FuG 5 и FuG Spr. f. FuG 5 представляла собой стандартную германскую танковую ультракоротковолновую радиостанцию, состоявшую из передатчика 10 W.S.c. мощностью 10 Вт и приёмника U.kw.E.e., имевших рабочий диапазон 27,2—33 МГц. Радиостанция осуществляла работу на штыревую антенну длиной 2 метра и обеспечивала связь на дальности, по разным данным, до 4 км или же до 6,4 км при работе в телефонном (голосовом) и 9,4 км при работе в телеграфном (при связи телеграфным кодом) режиме. УКВ-радиостанция FuG Spr. f предназначалась для работы в сетях связи других объектов бронетехники, помимо танков, и обеспечивала дальность связи до 3 км при работе с места. Радиостанции устанавливались в нише в перегородке моторного отсека и обслуживались заряжающим.
«Хетцеры» командиров ротного и вышестоящих уровней оборудовались дополнительной средневолновой радиостанцией FuG 8. Она состояла из передатчика 30 W.S. мощностью 30 Вт, имевшего рабочий диапазон 1130—3000 кГц, и приёмника 20 W.s.d. с рабочим диапазоном 835—3000 кГц. Дальность связи FuG 8 составляла до 50 км в телефонном и до 120 км в телеграфном режиме при работе с места, в движении дальность связи уменьшалась до, соответственно, 15 и 50 км. Радиостанция устанавливалась в левой надгусеничной нише, для обеспечения её работы при выключенном двигателе командирские машины комплектовались бензоэлектрическим агрегатом GG 400, размещавшимся на полу боевого отделения. Работа станции осуществлялась на антенну типа «метёлка» длиной 1,8 метра. Машины модификации G-13, по одним данным, сохраняли германские радиостанции FuG 5 с переносом их в левую надгусеничную нишу, по другим же — оборудовались швейцарскими радиостанциями модели 1SE202, имевшими мощность передатчика 30 Вт, а также дополнительно оснащались телефонным аппаратом для связи с пехотой сопровождения, размещавшимся на корме САУ.

### Двигатель и трансмиссия
На «Хетцере» устанавливался рядный 6-цилиндровый карбюраторный двигатель жидкостного охлаждения, модели Praga EPA AC 2800. При рабочем объёме 7754 см³ двигатель раннего варианта развивал максимальную мощность, по разным данным, 150 л. с. при 2600 об/мин или 160 л. с. при 2500 об/мин. Позднее двигатель был форсирован до мощности в 176 л. с. путём повышения степени сжатия и максимальных оборотов. Два топливных бака, ёмкостью 220 и 100 литров, размещались в моторном отделении, топливом служил бензин с октановым числом не менее 74. На САУ модификации G-13 устанавливался дизельный двигатель жидкостного охлаждения, модели CH-2DRM, при рабочем объёме 11 640 см³ развивавший мощность в 150 л. с., а объём топливных баков был сокращён до 210 литров.
В состав трансмиссии «Хетцера» входили:
- Многодисковый главный фрикцион сухого трения Wilson.
- Планетарная пятиступенчатая (5+1[сн 16]) коробка передач Praga с предварительным выбором передач.
- Механизм поворота по типу дифференциала с бортовыми многодисковыми фрикционами.
- Бортовые тормоза.
- Бортовые передачи, на САУ ранних выпусков — Model 6 с передаточным числом 12:88, с января 1945 года — усиленные Model 6.75 с передаточным числом 10:80.

### Ходовая часть
Ходовая часть «Хетцера» с каждого борта состояла из четырёх односкатных обрезиненных опорных катков диаметром 810 мм, одного поддерживающего катка, ленивца и литого ведущего колеса со съёмными зубчатыми венцами. Подвеска опорных катков — сблокированная попарно, с подвеской катков на направленных в разные стороны отдельных балансирах. Упругим элементом подвески служила листовая полуэллиптическая рессора, концы которой опирались на балансиры, а средняя часть была закреплена в кронштейне на корпусе. В ступицах балансиров устанавливались фрикционные амортизаторы постоянного трения. Гусеницы «Хетцера» — стальные, мелкозвенчатые, цевочного зацепления, шириной 350 мм и с шагом 104 мм.

## Машины на базе «Хетцера»

### Нацистская Германия

#### Серийные машины
Bergepanzer 38, также Gerät 573, по германской ведомственной системе обозначений военной техники имевшая индекс Sd.Kfz.136, — бронированная ремонтно-эвакуационная машина (БРЭМ) на базе «Хетцера», созданная для технического обеспечения подразделений, вооружённых Jagdpanzer 38. По сравнению с базовой машиной, БРЭМ имела рубку уменьшенной высоты без амбразуры в лобовой бронеплите и с открытым сверху боевым отделением, закрывавшимся тентом, а её вооружение ограничивалось 7,92-мм пулемётом MG-34 на шкворневой установке. Кроме того, машина комплектовалась только радиостанцией FuG 5. Специальное оборудование БРЭМ ранних выпусков сводилось к двухтонному крану и приспособлениям для буксировки, часть машин оборудовалась также откидным упором-сошником. Только с февраля 1945 года, после ряда неудачных попыток, Bergepanzer 38 начали оборудоваться также 5-тонной лебёдкой. По некоторым данным, существовали также варианты БРЭМ с 10-тонной лебёдкой и усиленными балками крана. В ходе производства в конструкцию Bergepanzer 38 был внесён ряд других изменений, наиболее значительным из которых стало уменьшение толщины лобовой брони до 30 мм с февраля 1945 года.
Серийное производство Bergepanzer 38 началось на заводе BMM в мае 1944 года и продолжалось до окончания производства самих «Хетцеров», всего к апрелю 1945 года была закончена 181 БРЭМ. Испытания показали низкую тяговооружённость машины, позволявшую ей буксировать САУ лишь на пределе возможностей на короткие дистанции и по ровной дороге, тогда как буксировка по бездорожью или в гору находилась за пределами её возможностей. Тем не менее, Bergepanzer 38 применялась противотанковыми подразделениями вермахта в боевых условиях с октября 1944 года и вплоть до конца войны.
15 cm schweres Infanteriegeschütz 33/2 (Sf) auf Jagdpanzer 38(t) Hetzer, также Gerät 588 или GW 638/27 — самоходная артиллерийская установка класса самоходных гаубиц, созданная на базе Bergepanzer 38. Появление такой САУ было вызвано тем, что несмотря на окончание выпуска в августе 1944 года последней серии САУ «Грилле» на шасси PzKpfw 38(t), потребность вермахта в лёгкой самоходной установке 150-мм орудия s.I.G.33 сохранялась. Прототип был изготовлен в августе 1944. Приводимые в различных источниках сведения о САУ говорят о том, что решение о производстве на шасси «Хетцера» установочной партии было принято Управлением вооружений уже в сентябре, тогда как запуск в серию планировался лишь с ноября, после неоднократных обсуждений этого вопроса между А. Гитлером и А. Шпеером в октябре.
В сентябре под эти установки фирма ВММ отправила 4 шасси, в ноябре — ещё 16. Нет точных данных о том, какая фирма занималась их окончательной сборкой — «Алкетт» или, возможно, «Крупп». По утверждению Т. Йенца не обнаружены документы, подтверждающие как историю создания САУ, так и факт её серийного производства, на основании чего им делается вывод, что программа 15 cm s.I.G.33/2 (Sf) могла остаться на стадии прототипа.
САУ отличалась от базовой БРЭМ установкой в открытом сверху боевом отделении 150-мм пушки s.I.G.33, имевшей углы вертикального наведения от 0 до +73°, горизонтального — ±5° и комплектовавшейся прицелом Rblf.36. Лобовая часть и борта орудия прикрывались собранной из 10—15-мм броневых листов рубкой. Возимый боекомплект ограничивался 15 выстрелами. САУ имела аналогичную Bergepanzer 38 пулемётную установку, но оборудовалась радиостанцией FuG 16, аналогичной FuG 5 по дальности связи, но предназначавшейся для работы на частотах связи подразделений штурмовой артиллерии.
Flammpanzer 38 — огнемётный танк, спроектированный в ходе подготовки к Арденнской наступательной операции для боёв в городских условиях. Отличия огнемётного варианта от линейной САУ сводились к установке на месте 75-мм пушки пневматического пехотного огнемёта Flammenwerfer 41 с сохранением прицела и углов наведения пушки, но изменённой маской орудия и кожухом, имитирующим ствол пушки, а также размещению в боевом отделении 700-литрового бака с огнесмесью. Дальность действия огнемёта составляла до 50—60 метров, а максимальная длительность работы — 87,5 секунд. В декабре 1944 года фирмой BMM были переоборудованы 20 «Хетцеров». Flammpanzer 38 использовались специальными подразделениями вермахта в ходе Арденнской операции и Балатонской операции, по итогам которых их боевое применение было сочтено не вполне удачным.

#### Опытные машины и проекты
Sturmhaubitze 10,5 cm StuH 42/2 — самоходная артиллерийская установка класса штурмовых орудий, созданная на базе «Хетцера». САУ предназначалась для восполнения нехватки специализированных штурмовых орудий средних и больших калибров и была вооружена 105-мм гаубицей StuH 42. Отличия StuH 42/2 от базового «Хетцера» сводились к установке 105-мм гаубицы на месте 75-мм пушки и замене боеукладок. Предположительно, что в сентябре — октябре 1944 года фирмой BMM был изготовлен и прошёл испытания один прототип новой САУ, а по неподтверждённым данным позднее были изготовлены ещё несколько опытных образцов, но дальнейшие работы по StuH 42/2 были прекращены в пользу постройки аналогичного штурмового орудия на базе Jagdpanzer 38(d).
Jagdpanzer 38 lang — программа по созданию на шасси «Хетцера» самоходной артиллерийской установки с более мощным вооружением. Свои варианты такой САУ были предложены осенью 1944 года фирмами «Алкетт», «Крупп» и BMM, но по неизвестным причинам за стадию проекта эти разработки не вышли. В одном из представленных вариантов САУ должна была иметь компоновку с размещением боевого отделения в кормовой части, в легкобронированной рубке, увеличивавшей высоту общую высоту машины до 2,6 м при уменьшении высоты основного броневого корпуса. Предусматривался триплекс САУ с вариантами вооружения в виде 75-мм и 88-мм пушек KwK 42 и KwK 43 или 150-мм гаубицы StuH 43, помимо этого, вместо бензинового двигателя машина должна была оборудоваться дизельным двигателем воздушного охлаждения фирмы «Татра».
Aufklärungspanzer 38, также Gerät 564 — разведывательный танк, созданный на базе Bergepanzer 38. Заказ на разработку, выданный фирме BMM в октябре 1944 года, предусматривал создание 15-тонной машины с экипажем из трёх человек, вооружённой 75-мм пушкой K 51. От базовой БРЭМ разведывательный танк отличался наличием дополнительной открытой сверху рубки, в лобовом бронелисте которой в установке с ограниченными углами наведения размещалась 75-мм пушка, а также оборудованием более мощной радиостанцией. Был изготовлен по меньшей мере один прототип Aufklärungspanzer 38, успешно прошедший испытания зимой — весной 1945 года. Были также разработаны варианты Gerät 563, Gerät 585 и Gerät 586, отличавшиеся вооружением, соответственно, из 20-мм автоматической пушки FlaK 38, спаренной установки 20-мм автоматических пушек KwK 38 или 120-мм миномёта, и по некоторым данным были даже изготовлены прототипы этих машин, но на испытания они не поступали.
PzKpfw 38 n.A. mit turm PzKpfw IV — проект по созданию среднего танка на шасси «Хетцера». Предложение о постройке такой машины на усиленном и увеличенном шасси PzKpfw 38(t) выдвигалось фирмой «Крупп» ещё в октябре 1943 года, но было тогда отвергнуто из-за большого необходимого объёма переделок. Тем не менее, в начале 1944 года идея получила развитие уже в проекте установки на «Хетцер» башни среднего танка PzKpfw IV с 75-мм пушкой KwK 40. Но так как мощность двигателя Praga EPA оказалась недостаточной для получившегося танка, пришлось пойти на серьёзные упрощения конструкции для уменьшения массы и упрощения производства: экипаж был сокращён на одного человека, а у башни были ликвидированы командирская башенка, кормовой ящик и боковые люки. Танк не вышел за стадию проекта, но в январе 1945 года к нему вновь вернулись, планируя получить более удачную машину при использовании шасси Jagdpanzer 38(d). Для будущего танка фирмой «Даймлер-Бенц» даже была специально разработана облегчённая башня типа Schmalturm с 75-мм пушкой без дульного тормоза. Однако и этот танк остался на стадии проекта, так как сама программа постройки САУ Jagdpanzer 38(d) до окончания войны не продвинулась далее постройки единственного прототипа.

### Чехословакия
PM-1 — опытный чехословацкий огнемётный танк на шасси «Хетцера». Был создан фирмой ČKD по заказу чехословацкой армии, выданном 14 февраля 1949 года. Всего планировалось переоборудовать в огнемётные танки 70—75 машин. Прототип, переоборудованный из ST-I, отличался от базовой САУ отсутствием установки 75-мм пушки, амбразура которой заваривалась броневой плитой, и установкой на крыше боевого отделения башни с автономными шаровыми установками для 7,62-мм пулемёта ДТ и огнемёта Flammenwerfer 41 с размещёнными в боевом отделении тремя баками на 1000 литров огнесмеси. Экипаж машины был сокращён до двух человек. Испытания прототипа, начавшиеся в феврале 1951 года, показали неудовлетворительную дальность действия огнемёта, не превышавшую 60 метров. Хотя к лету 1954 года за счёт изменения конструкции огнемёта и применения более совершенной огнесмеси, удалось увеличить дальность до 90—140 метров, в 1955 году армия полностью свернула программу постройки огнемётных танков.

## Организационно-штатная структура
Основная часть «Хетцеров» поступала на вооружение противотанковых рот пехотных дивизий. В 1944 году роты формировались по штату K.St.N.1149. По этому штату в каждой роте насчитывалось 73 человека и 14 САУ в составе штабного взвода и трёх линейных взводов. Штабной взвод имел на вооружении два «Хетцера», в том числе один в командирском варианте с дополнительной радиостанцией, командно-штабную машину Horch 108 с радиостанциями FuG 4, FuG 5 и FuG 8, автомобиль «Кюбельваген» и связной полугусеничный мотоцикл Sd.Kfz.2. При возможности, штабной автомобиль заменялся какой-либо бронированной машиной аналогичного назначения, а при отсутствии Sd.Kfz.2 штатом допускалось использование вместо него Kfz.15 или легкового автомобиля. В каждом из линейных взводов имелось четыре САУ, а также штабно-разведывательный «Кюбельваген» и лёгкий связной мотоцикл. Роты не имели собственных служб ремонта, снабжения и транспорта, которые концентрировались в вышестоящих подразделениях; медицинские службы сводились к трём нижним чинам в роте, получавшим дополнительную медицинскую подготовку и при необходимости выполнявшим эту функцию.
С ноября 1944 года, по другим данным — только с января 1945 года, противотанковые роты формировались по сокращённому штату, имея лишь 10 «Хетцеров»: по три в каждом линейном и 1 — в штабном взводе. Часть «Хетцеров» направлялась также на комплектование противотанковых батальонов и бригад, которые штатно должны были вооружаться средними САУ, такими как StuG III или Jagdpanzer IV.

## Эксплуатация и боевое применение

### Нацистская Германия

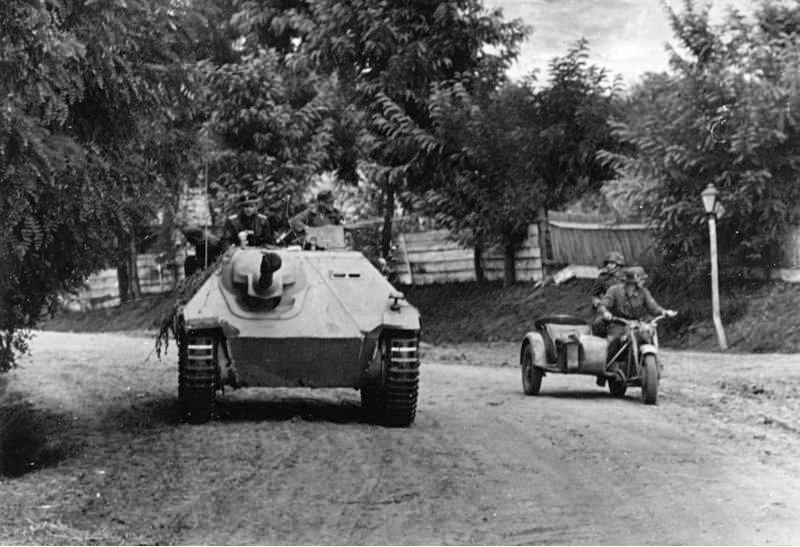
«Хетцер» противотанковой роты дивизии СС «Флориан Гайер». Венгрия, 1944 год

Первую роту «Хетцеров» для фронтовых испытаний планировалось укомплектовать уже в апреле 1944 года, но из-за задержек с доукомплектованием некоторыми частями 20 собранных в апреле САУ были доставлены на армейские склады только 28—30 мая и 14 из них были сразу же отправлены на полигоны для испытаний в различных условиях и составления инструкций по эксплуатации. Семь «Хетцеров» в тот же период были отправлены в истребительно-танковую школу Милау, после чего с 20 июня по 25 июля в учебные части были направлены ещё 38 машин.
В июле были сформированы первые два противотанковых батальона «Хетцеров»: 731-й, получивший 45 САУ и 4 Bergepanzer 38 4—13 июля и приданный группе армий «Север», и 743-й, получивший с 19 по 28 июля 45 САУ и приданный группе армий «Центр». В июле — августе 743-й батальон участвовал в отражении советского наступления в Польше в ходе операции «Багратион», в боях под Варшавой и Радомом. 731-й батальон принимал участие в боях с конца июля и осенью 1944 года был использован в боях в районе Каунаса, в ходе обороны от советского наступления в Литве. Хотя в ноябре — декабре батальон получил 30 САУ для восполнения потерь, число боеспособных машин в нём постепенно сокращалось. Тем не менее, хотя по состоянию на 1 марта 1945 года в нём оставалось лишь 13 боеспособных «Хетцеров» из 28 имевшихся машин, 731-й батальон продолжал вести боевые действия вплоть до окончания войны, сдавшись советским войскам лишь 11 мая.
Первые четыре дивизионных противотанковых роты, в составе 15, 76 и 335-й пехотных дивизий и 20-й добровольческой пехотной дивизии СС, были сформированы в августе. Позднее в августе были сформированы роты 79-й и 257-й пехотных и 97-й лёгкой пехотной дивизий. В сентябре 1944 года был сформирован 741-й батальон, сразу же разделённый: две из его рот были отправлены на Западный фронт в район Арнема, а 1-я рота — на советско-германский фронт. Также в сентябре противотанковые роты «Хетцеров» получили 306-я и 376-я пехотные и 183, 246 и 363-я пехотные дивизии народного ополчения. В октябре были сформированы роты 181-й и 304-й пехотных, 18, 277 и 349-й дивизий народного ополчения и 4-й и 44-й горнопехотных дивизий, в ноябре — 243, 344, 346, 711 и 716-й пехотных и 9, 26, 47, 62, 167, 326, 337, 340 и 352-й пехотных дивизий народного ополчения, в декабре — 68-й и 245-й пехотных и 16, 79, 252, 271 и 320-й дивизий народного ополчения. Если в августе — октябре дивизионные роты «Хетцеров» распределялись по фронтам приблизительно равномерно, то в ноябре подавляющее большинство рот было передано дивизиям Западного фронта.
По данным С. Залоги, впервые на Западном фронте «Хетцеры» были использованы в бою только в середине декабря 1944 года, в ходе Арденнской наступательной операции, имеются сведения о том, что вооружённая ими 1708-я отдельная рота действовала в районе Рото ещё с 13 ноября, а уже 15 ноября в ней не осталось ни одной боеспособной машины. К началу наступления, на Западный фронт были отправлены в общей сложности 295 «Хетцеров» в составе двух рот 741-го батальона и дивизионных противотанковых рот. На 30 декабря 1944 года в группе армий «B» в составе шестнадцати противотанковых рот насчитывалось 190 Jagdpanzer 38, из которых боеспособными были 131, а в группе армий «G» — 67 машин, из них 38 боеспособных, в составе двух противотанковых рот и двух рот 741-го батальона. В самой Германии применение Jagdpanzer 38 в Арденнской операции получило высокие оценки, но тем не менее, о подробностях боевого применения «Хетцеров» на Западном и Итальянском фронтах известно сравнительно мало, так как в документах Великобритании и США того времени все германские САУ не разделялись по моделям.

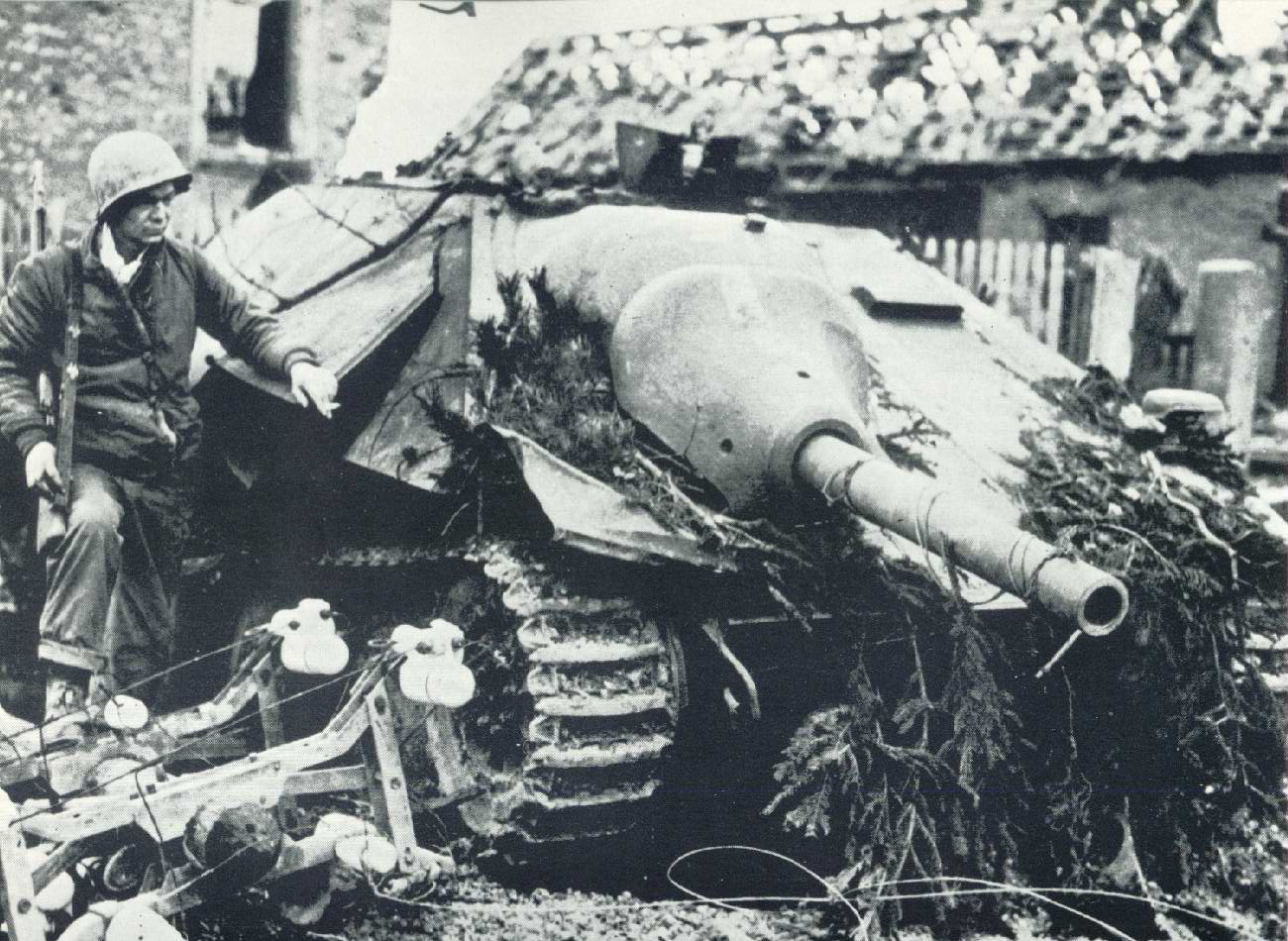
Брошенный «Хетцер», захваченный войсками США. Западный фронт, 1944 год

К началу 1945 года около 2/3 всех Jagdpanzer 38 были сосредоточены на Западном фронте, но с января, в связи с началом советского наступления, подавляющее большинство формируемых дивизионных противотанковых рот «Хетцеров» начало поступать в дивизии на советско-германском фронте. В январе «Хетцеры» получили 21, 65, 73, 83, 129, 203, 211, 271, 275, 334, 359, 384 и 715-я пехотные и 542, 547 и 551-я пехотные дивизии народного ополчения. С февраля 1945 года, для возможности оснащения «Хетцерами» большего числа дивизий, противотанковые роты начали создаваться с сокращённым составом, имея лишь 10 САУ. Формировавшиеся в 1945 году противотанковые батальоны имели неполный состав; в феврале был сформирован 561-й батальон и переформирован 743-й, а в марте был создан 744-й. Помимо этого в первой половине апреля были сформированы ещё как минимум три батальона: 2, 3 и 6-й.
В феврале противотанковыми ротами «Хетцеров» были оснащены 278, 356 и 600-я пехотные дивизии, в марте — 17, 71, 163, 251, 305 и 362-я пехотные, 6-я и 553-я пехотные дивизии народного ополчения и 1-я горнопехотная дивизии, а в апреле — 85, 106 и 212-я пехотные и 1-я и 2-я морские дивизии. Известно также о создании в 1945 году по меньшей мере семи отдельных противотанковых рот «Хетцеров», имевших собственные номера, в отличие от дивизионных: отдельной роты 1-й танковой армии, сформированной в январе 1945 года, 1230-й, сформированной в марте, 1235, 1245 и 1265-й, сформированных в апреле, а также 1001, 1129 и 1170-й. Кроме того, в 1945 году были сформированы по меньшей мере две бригады истребителей танков, предназначавшиеся в качестве базы для создания дивизионных противотанковых рот. 104-я бригада была сформирована 24 января на основе противотанковых рот 21, 129, 203, 542, 547 и 551-й пехотных дивизий, 111-й учебной бригады штурмовых орудий и ряда других подразделений. Неизвестно, была ли бригада укомплектована полностью, но уже в начале февраля бригада была отправлена на фронт в составе группы армий «Висла» и в ходе боёв была почти полностью уничтожена к началу марта. 123-я бригада была сформирована в начале апреля и дислоцировалась на территории Австрии, в районе Фрайштадта, но из-за нехватки САУ, которыми удалось укомплектовать только одну роту, в боях не участвовала.
«Хетцеры» использовались в ходе боёв в Венгрии, в том числе в ходе обороны Будапешта осенью 1944 — зимой 1945 года, где получило положительную оценку их применение в городских боях. Также в ходе боёв в Прибалтике и в Венгрии противотанковыми ротами «Хетцеров» успешно применялась тактика контратак с нанесением ударов в разрывы во фронте наступающих советских войск с неожиданным выходом в тыл последних. Известно, что среди участвовавших в боях в Венгрии дивизий противотанковые роты «Хетцеров» имели 181-я пехотная, 44-я пехотная, 27-я пехотная дивизия народного ополчения и 1-я горнопехотная дивизии. «Хетцеры» массово использовались также в ходе наступления в районе озера Балатон в марте 1945 года, где в основном они применялись в роли танков или штурмовых орудий и понесли высокие потери.
По состоянию на 15 марта большинство «Хетцеров» было сосредоточено на советско-германском фронте, где находилась 51 вооружённая ими противотанковая рота, в которой насчитывалось 529 САУ, в том числе 359 боеспособных. На Западном фронте находились 26 противотанковых рот с 236 САУ, в том числе 137 боеспособными, а на Итальянском — лишь 4 роты, имевшие 56 Jagdpanzer 38, в том числе 49 боеспособных.
Последний полный доклад о состоянии бронетанковых войск Германии был составлен 10 апреля 1945 года, хотя и в нём отсутствовали сведения по части подразделений, не имевших возможности предоставить данные о своём положении. По данным доклада, число «Хетцеров» на советско-германском фронте увеличилось до 661 САУ, в том числе 489 боеспособных, тогда как на Западном осталась лишь 101 САУ, в том числе 79 боеспособных, а на Итальянском их число несколько возросло, до 76 САУ, в том числе 64 боеспособных. А. Исаев приводит также цифру в 915 «Хетцеров» на советско-германском фронте по состоянию на 10 апреля, что составляло 24 % от общей численности германских танков и САУ на нём. По состоянию на 28 апреля имелись данные по наличию 579 «Хетцеров» на советско-германском фронте, 82 — на Западном, 68 — на Итальянском, 9 — на Балканах и 2 — в Дании и Норвегии.
Активно использовались «Хетцеры» и в боях в ходе Берлинской операции, в том числе обороны Берлина. Так, 2-й и 6-й противотанковые батальоны по состоянию на 7 апреля 1945 года, имея, соответственно, 24 Jagdpanzer 38, в том числе 23 боеспособных, и 15 «Хетцеров», в том числе 11 боеспособных, находились в составе 9-й армии, прикрывавшей берлинское направление. Из отдельных противотанковых рот в состав 9-й армии входили 1129-я, имевшая 10 машин, в том числе 8 боеспособных, 1130-я, имевшая 10 САУ, а также «боевая группа» 1001-й роты (нем. Kampfgruppe 1001 Nacht), имевшая 37 «Хетцеров», в том числе 30 боеспособных. 1235, 1245 и 1265-я отдельные роты, сформированные в апреле, в последний месяц войны использовались на Западном фронте. Из участвовавших в обороне Берлина подразделений «Хетцеры» имели также 7-й и 11-й учебные танковые батальоны, имевшие, соответственно, 4 и 1 САУ, а также территориальное танковое соединение «Богемия», имевшее 12 САУ и участвовавшее в боях юго-восточнее Берлина в составе бригады сопровождения фюрера. Среди частей 12-й армии, пытавшихся деблокировать окружённый Берлин, «Хетцерами», помимо 3-го противотанкового батальона, были вооружены 1170-я отдельная противотанковая рота, 10 апреля получившая не менее 10 САУ и осуществлявшая поддержку пехотной дивизии «Шарнхорст», противотанковая рота пехотной дивизии «Ульрих фон Гуттен» и противотанковый батальон «Берлин», однако в последнем подразделении по состоянию на 7 апреля имелось лишь 8 «Хетцеров», в том числе только 4 боеспособных.
Одним из последних эпизодов участия «Хетцеров» в боях Второй мировой войны были действия танковой дивизии «Фельдхернхалле 1», 21 марта получившей 41 «Хетцер». В первых числах мая дивизия, входившая в состав танкового корпуса «Фельдхернхалле», вела оборонительные бои на австро-чехословацкой границе, активно применяя тактику контратак пехотными частями при поддержке 10—20 САУ.

### Другие страны

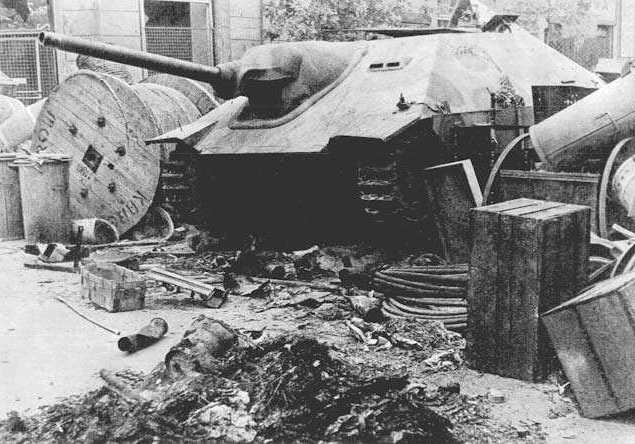
Захваченный в ходе Варшавского восстания «Хетцер», использованный как неподвижная огневая точка в баррикаде

Единственной из стран-союзниц Германии, получившей «Хетцеры», стала Венгрия, которой было передано 75 машин этого типа: 25 машин были отправлены 7—9 декабря 1944 года, ещё 25 — 10—12 декабря и последние 25 — 12—13 января 1945 года. В венгерских войсках «Хетцеры» поступали в подразделения штурмовых орудий, организационно находившиеся в подчинении артиллерии. Вооружённые «Хетцерами» подразделения сражались в составе группы армий «Юг»; известно об участии 20-го отделения штурмовых орудий, имевшего на вооружении 15 Jagdpanzer 38, в наступлении немецко-венгерских войск в районе озера Балатон в марте 1945 года. Летом 1944 года строились планы поставок «Хетцеров» Румынии, с передачей 15 машин в июле и ещё 15 — в августе, но передача осуществлена не была из-за нехватки новых САУ для вооружения даже собственных войск Германии, а уже в конце августа Румыния перешла на сторону антигитлеровской коалиции.
Сведения об использовании трофейных «Хетцеров» в войсках СССР, США или Великобритании отсутствуют, однако известно о передаче США 14 захваченных ими САУ 1-му Чехословацкому армейскому корпусу. Некоторое количество Jagdpanzer 38, захваченных в ходе пражского восстания на заводах BMM, частично без оружия и большей частью — без боекомплекта, использовались восставшими, в основном как подвижные пулемётные огневые точки. Польскими повстанцами в ходе Варшавского восстания были захвачены 3 «Хетцера», из которых один, получивший прозвище «Хват» (пол. Chwat), удалось отремонтировать и использовать в боях. В армии послевоенной Чехословакии к 1950 году, после завершения производства, насчитывалось, по разным данным, 246, 249 или 252 «Хетцера» всех вариантов, что делало его наиболее многочисленным образцом. «Хетцеры», вместе со штурмовыми орудиями StuG III, поступили на вооружение 21-й и 22-й танковых бригад, в 1948 году преобразованных в 351-й и 352-й самоходно-артиллерийские полки, но их служба оказалась сравнительно недолгой — уже через несколько лет, в начале 1950-х годов, с началом массового производства в Чехословакии советских Т-34-85 и СУ-100 и перевооружения ими армии, «Хетцеры» оказались сняты с вооружения. В швейцарской армии «Хетцеры» были сведены в 21, 22 и 23-й противотанковые батальоны, и лишь в 1972 году были сняты с вооружения и переданы на военные склады, где они оставались на хранении вплоть до 1990-х годов. Имеются данные, что приобретение «Хетцеров» планировал также Израиль, и Чехословакия уже готовила передачу 65 САУ и 6000 75-мм выстрелов к ним, однако в итоге сделка всё же не состоялась, так как сторонам не удалось договориться о цене.

## Оценка проекта
Несмотря на сравнительно позднее начало производства, «Хетцер» стал наиболее многочисленным германским истребителем танков, составив более половины выпуска машин этого класса, и среди германских САУ в целом уступая по численности только StuG III. Традиционно «Хетцер» оценивается историками как удачная и даже «лучшая в своём классе» САУ и «шедевр немецкого танкостроения». Хотя среди западных историков распространены более сдержанная оценка Jagdpanzer 38 и акцентирование на ряд его бесспорных недостатков, например таких, как совершенно неприемлемая теснота боевого отделения, тем не менее, и их оценки в целом являются положительными.
«Хетцер» оценивается также как удачное использование базы устаревшего, но отработанного в производстве танка PzKpfw 38(t). Многие историки, в частности М. Свирин, рассматривают «Хетцер» как оптимальное по соотношению цены и эффективности решение для танкостроения Германии, находившегося в условиях численного превосходства бронетехники противника и столкнувшегося с резким повышением сложности своих танков нового поколения, — в результате чего произошло сокращение объёмов выпуска новых танков и САУ на их базе, а также снижение их надёжности. Jagdpanzer 38, кроме того, рассматривается в качестве удачной меры по повышению противотанковой стойкости пехотных дивизий, в которых эти САУ заменяли буксируемые противотанковые орудия PaK 40, устраняя недостатки последних — недостаточную мобильность и низкую устойчивость к массированной артиллерийской подготовке и налётам штурмовой авиации.

### Конструкция и потенциал развития
В качестве положительных боевых характеристик «Хетцера» историками отмечаются мощное вооружение, высокий уровень лобовой бронезащиты, широкое применение рациональных углов наклона бронирования, а также низкий силуэт машины. «Хетцер» также считался сравнительно простой и дешёвой в производстве и надёжной машиной.
Однако для достижения высоких основных боевых характеристик в рамках заданных массы и стоимости САУ конструкторам пришлось пойти на ряд компромиссных решений, приводивших к снижению не столь явных, но тем не менее важных характеристик. Так, исключительно высокая для столь лёгкой машины лобовая бронезащита и возможность оснащения «Хетцера» сравнительно мощным вооружением обеспечивались прежде всего уплотнением компоновки САУ, минимизацией забронированного объёма и широким применением рациональных углов наклона брони. Вследствие этого одной из основных проблем «Хетцера» стала теснота боевого отделения, приводившая к ухудшению условий работы экипажа, в результате чего эти машины не пользовались популярностью у экипажей. Так, А. Зонс, бывший командиром «Хетцера» в годы войны, отмечал, что рабочее место командира оказывалось в удалении от остальных членов экипажа, особенно от водителя и наводчика, что приводило к ухудшению координации их совместной работы — особенно важной для истребителя танков с его ограниченными углами наведения орудия, требовавшими постоянного маневрирования всей САУ в условиях подвижных боевых действий. Серьёзную проблему представляло и расположение заряжающего: помимо того, что ему приходилось заряжать с левой стороны орудие, скомпонованное в расчёте на расположение заряжающего справа, ему приходилось извлекать выстрелы из основной боеукладки, перегибаясь через орудие. Эта задача ещё более осложнялась, когда казённая часть развёрнутого вправо орудия оттесняла заряжающего к левому борту. Из-за плотной компоновки для высадки и посадки экипажа удалось разместить лишь два люка в крыше корпуса, причём один из них приходился на троих членов экипажа, что осложняло покидание ими машины в экстренной ситуации.
Размещение 75-мм пушки с высокой баллистикой в меньшем по размерам, чем у других истребителей танков, боевом отделении «Хетцера» оказалось возможным благодаря размещению орудия в карданной рамке в лобовом бронелисте вместо традиционной для StuG III и StuG IV лафетной установки на полу боевого отделения. Важным преимуществом «Хетцера» перед большинством других германских истребителей танков стало и отсутствие дульного тормоза, при стрельбе поднимавшего пылевое или снежное облако, закрывавшее обзор и демаскировавшее САУ. Недостатком орудийной установки «Хетцера», обусловленным плотной компоновкой боевого отделения и вызванным ей смещением орудия к правому борту, стали ограниченные углы горизонтального наведения по левому борту, меньшие, чем у других германских машин, что затрудняло прицеливание, особенно по движущимся целям.
Для упрощения конструкции и удешевления производства конструкторы «Хетцера» пошли на сокращение числа смотровых приборов до минимума. Сильнее всего это затронуло командира, который при необходимости держать крышку люка закрытой полностью лишался возможности наблюдать за полем боя. Даже при открытом люке поворотный перископический прибор обеспечивал лишь ограниченный обзор по сравнению с полноценной командирской башенкой и имел сравнительно большое непросматриваемое пространство в лобовом секторе. На машинах ранних выпусков единственным средством кругового обзора при закрытых люках являлся прицел пулемётной установки, и даже введённые позднее неподвижные смотровые приборы командира и заряжающего не решали этой проблемы. Вместе с тем, недостатки комплекса приборов наблюдения «Хетцера» играли роль прежде всего при его использовании в роли штурмового орудия или ведении иных наступательных действий, когда экипажу приходилось на ходу или на коротких остановках вести поиск целей, в том числе замаскированных, в широком секторе, в то время как командир из-за угрозы обстрела был бы вынужден значительную часть времени держать люк закрытым, лишаясь обзора. При оборонительной же тактике противотанковых дивизионных подразделений, особое значение придававшей ведению огня с заранее подобранных позиций и из засад, САУ оказывалась в более выгодном положении для поиска целей, тем более таких сравнительно заметных, как наступающая бронетехника противника, что снижало требования к обзорности.

### Огневая мощь, защищённость и подвижность
В качестве противотанкового средства PaK 39 обладала способностью поражения всех применявшихся во Второй мировой войне средних танков на нормальных дистанциях боя и несколько более ограниченными возможностями по борьбе с тяжёлыми танками. Так, данным исследования НИИ-48, сквозное пробитие лобовой брони Т-34-85 калиберными 75-мм снарядами при курсовом угле 0° достигалось на дистанциях до 800 метров, а при курсовом угле 30° — до 200—300 метров. Близкой к этим данным была и рекомендованная для 75-мм орудий дистанция открытия огня по танкам, составлявшая 800—900 метров, а также результаты германского исследования статистики поражения танков и САУ в 1943—1944 годах, согласно которым около 70 % целей подбивалось 75-мм орудиями на дистанциях до 600 метров, а на дистанциях более 800 метров — лишь около 15 %. Вместе с тем, даже при непробитии защиты Т-34, 75-мм снаряды могли выбивать опасные вторичные осколки с тыльной стороны брони на дистанциях до двух километров. Существенно более ограниченными были возможности 75-мм пушки в борьбе с тяжёлыми танками, а также со средними танками нового поколения, чьё производство разворачивалось на завершающем этапе войны. Так, ИС-2 считался достаточно устойчивым к огню PaK 39 на дистанциях более 300—400 метров в пределах курсовых углов 50—55°, хотя при попаданиях в ослабленные зоны дистанция поражения могла составлять около 800 метров при курсовом угле 0°. А. Широкорад также не оценивает «Хетцер» как серьёзного противника для ИС-2. Подкалиберные снаряды существенно повышали возможности 75-мм пушки, но из-за исчерпания в 1943 году в Германии запасов необходимого для их производства вольфрама, уже к 1944 году масштабы применения подкалиберных снарядов стали незначительны.
Огневая мощь «Хетцера» в целом снижалась низкой обзорностью из-под брони, приводившей к увеличению времени на обнаружение цели и уменьшению вероятности её своевременного обнаружения. Вместе с тем, применённый для наведения орудия перископический прицел Sfl.Z.F.1a отличался сравнительно совершенной для своего времени конструкцией, с высоким увеличением, механическим введением поправки на дальность и прицельной сеткой, позволявшей вносить поправку на упреждение, но в то же время малоразмерной и не мешавшей наблюдению цели. В то же время, прицел отличался фиксированным увеличением и сравнительно малым полем зрения — 8°, что, особенно с учётом отсутствия у заряжающего иных приборов наблюдения, также не способствовало улучшению обзорности. Положительную оценку в войсках получила и дистанционно управляемая пулемётная установка.
Бронезащита «Хетцера» была резко дифференцированной: если верхняя лобовая деталь (ВЛД) по меркам 1944 года имела бронезащиту бо́льшую, чем у средних танков, то нижняя более чем в полтора раза уступала ей в толщине, а борта и корма корпуса были рассчитаны лишь на защиту от осколков и огня стрелкового оружия. Опубликованные данные о расчётной или проверенной стрельбой бронестойкости «Хетцера» скудны, но в целом, по приведённой толщине, составлявшей 120 мм, его ВЛД либо вовсе не пробивалась наиболее мощными из массовых средних танковых и противотанковых орудий Второй мировой войны, таких как 57-мм ЗИС-2, 85-мм ЗИС-С-53 и 76-мм M1 при стрельбе калиберными снарядами, либо пробивались на предельно малых дистанциях, порядка 100—300 метров, тогда как при использовании подкалиберных снарядов это расстояние увеличивалось до 500—1000 метров
. С этими данными совпадают и германские оценки, по которым ВЛД «Хетцера» при курсовом угле 30° была неуязвима для калиберных снарядов M1 и ЗИС-С-53. Вместе с тем, «Хетцеры», как и остальная германская бронетехника, страдали от падения качества броневой стали в последнем периоде войны, вызванного дефицитом легирующих материалов и приводившему к повышенной её хрупкости. По некоторым данным, защитные свойства брони «Хетцера» снижались настолько, что на дистанциях менее 1000 метров даже попадания 85-мм снарядов приводили к пролому брони. Тяжёлые же танковые и противотанковые орудия, такие как 76-мм QF 17 pounder, 90-мм M3, 100-мм БС-3 и Д-10 и 122-мм Д-25, могли поражать «Хетцер» практически на всех дистанциях прицельной стрельбы.
Относительно подвижности «Хетцера» различные авторы расходятся в оценках. С одной стороны, удельная мощность в 9,5—10,2 л. с./т для базового варианта и 11,1 л. с./т для поздних вариантов с форсированным двигателем по меркам 1944—1945 годов являлась сравнительно невысокой для машины подобной весовой категории. Т. Йенц также характеризует «Хетцер» как медлительную машину с низкой тяговооружённостью; косвенным свидетельством последней в той или иной мере являлась и выявленная на испытаниях крайне низкая способность БРЭМ на базе Jagdpanzer 38 буксировать базовую САУ. Вместе с тем, другие авторы, описывающие «Хетцер», не упоминают о подобном недостатке, а М. Свирин и М. Барятинский, напротив, высоко оценивают подвижность САУ. Максимальная скорость «Хетцера» для машины лёгкой весовой категории являлась сравнительно невысокой: различные источники приводят цифры в 40, 42 или 43 км/ч, а на испытаниях в СССР трофейная САУ развила на просёлочной дороге с твёрдым грунтом скорость 46,8 км/ч. Показатели проходимости «Хетцера», за исключением ширины преодолеваемого рва, находились на уровне большинства современных танков. Приводимые в сохранившихся германских документах данные по подвижности «Хетцера» также неоднозначны. В ходе городских боёв при подавлении Варшавского восстания их маневренность получила высокую оценку, в то же время в докладах с советско-германского фронта говорилось, что на САУ вязнет на слабых грунтах сразу же при сходе с дороги, а также слишком медлительна для действий в составе полностью механизированных подразделений или для ведения разведки.

### Сравнение с аналогами
Единственной среди серийных образцов бронетехники Второй мировой войны САУ, обладавшей основными чертами «Хетцера» — вооружением из близкой по мощности пушки, противоснарядным бронированием во фронтальной проекции, а также использовавшая базу устаревшего лёгкого танка, — являлась итальянская Semovente da 75/46, выпущенная в 1943—1945 годах серией из 11 единиц. Итальянская САУ, при аналогичной «Хетцеру» массе, несколько уступала ему по всем основным параметрам и отличалась наличием ряда устаревших особенностей конструкции. С другой стороны, положительной чертой Semovente da 75/46 являлось среднее расположение боевого отделения, обеспечивавшее более благоприятное распределение нагрузки на ходовую часть. Среди других серийных САУ близкими конструктивно к германской концепции истребителя танков являлись советские СУ-85 и СУ-100, но сравнение этих созданных на базе среднего танка Т-34 САУ, чья масса составляла 29,6—31,6 тонн, с «Хетцером» некорректно. В то же время, в СССР в 1941—1944 годах был разработан ряд являвшихся прямыми аналогами «Хетцера» лёгких САУ, таких как СУ-74Б, СУ-74Д, НАТИ-ЦКБ и ГАЗ-75, по различным причинам не вышедшие за стадию прототипов. Наиболее мощная из них, ГАЗ-75, при массе, по разным данным, 14 или 18 тонн, была вооружена 85-мм пушкой Д-5С-85А и имела лобовое бронирование толщиной, по разным данным, 82 или 75—90 мм, расположенное под незначительными углами наклона. Как и Semovente da 75/46, ГАЗ-75 выгодно отличалась от «Хетцера» средним расположением боевого отделения.

## Сохранившиеся экземпляры

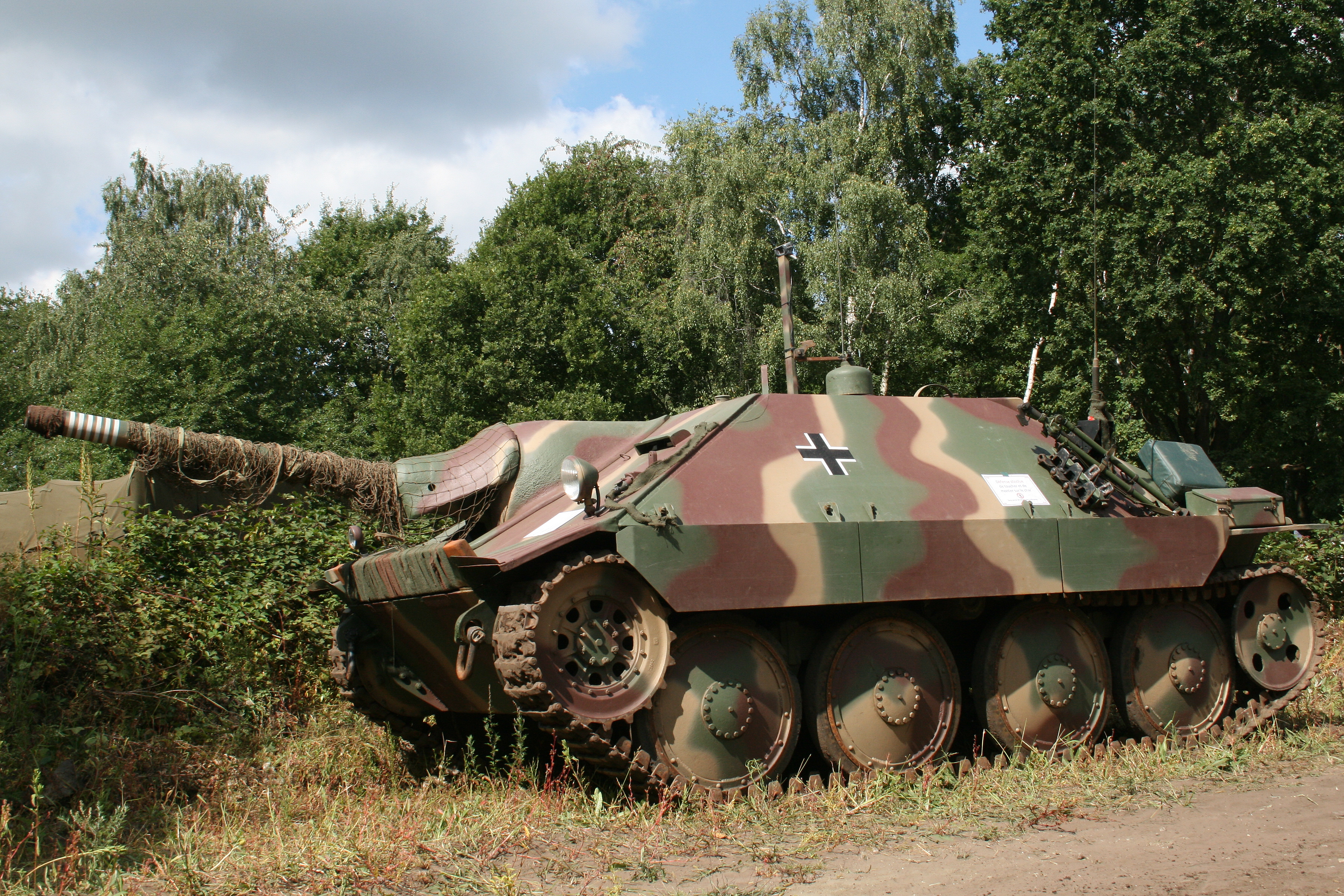
Находящийся в частной коллекции ходовой экземпляр G-13, приближенный к «Хетцеру» вермахта, но выдаваемый швейцарским смотровым прибором командира

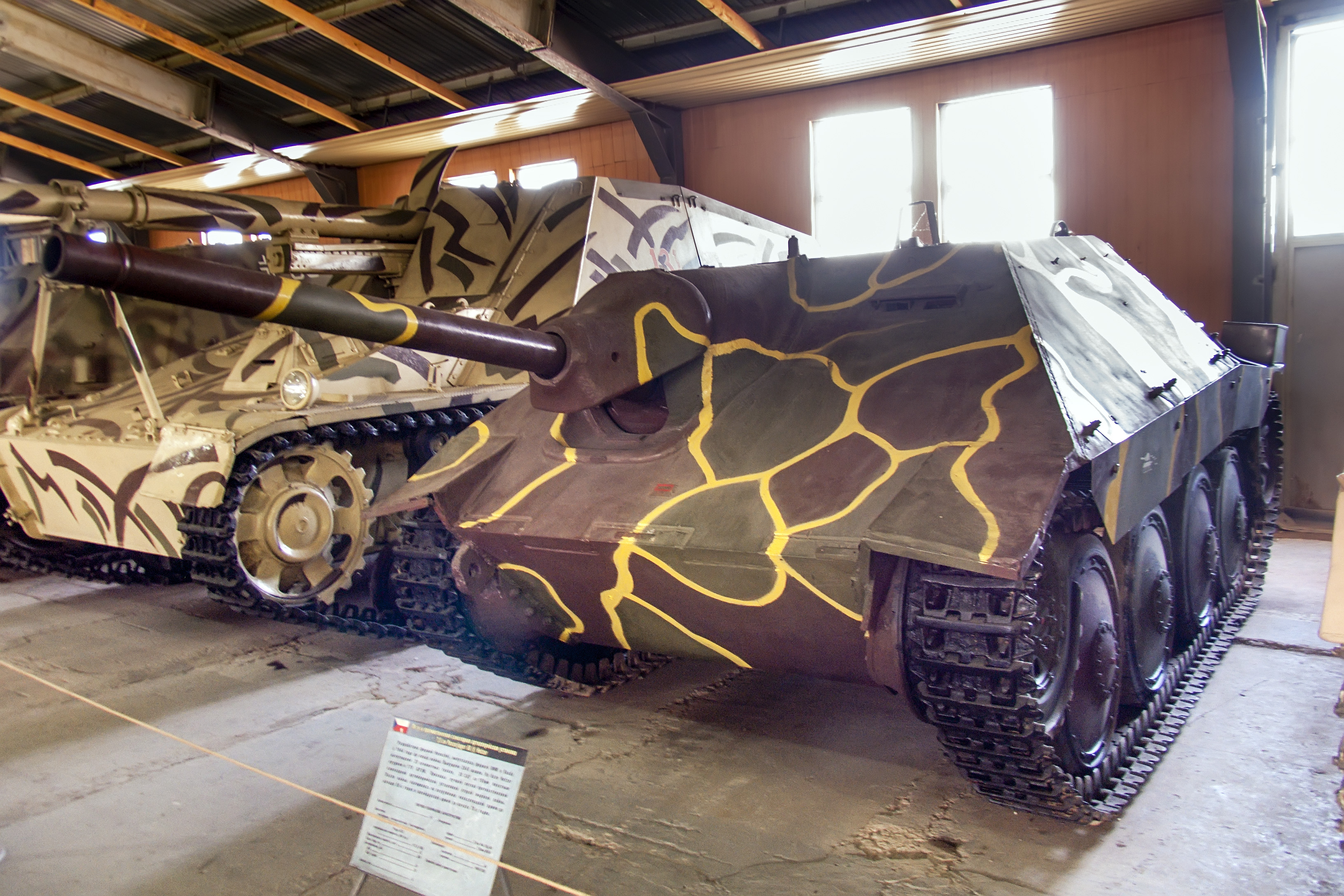
САУ Panzerjäger 38(t) «Hetzer» в Бронетанковом музее в Кубинке

Вследствие активной продажи Швейцарией снятых с вооружения G-13, большинство сохранившихся «Хетцеров» относятся к швейцарскому варианту, хотя чаще всего такие машины подвергаются переделкам с целью приблизить их внешний вид к оригинальному Jagdpanzer 38 для экспозиции в таком качестве. Тем не менее, известно по меньшей мере девять сохранившихся экземпляров оригинальных «Хетцеров» военного образца:
- Великобритания — танковый музей в Бовингтоне.
- Германия — Немецкий танковый музей в Мунстере.
- Канада — военный музей в Бордене.
- Польша — музей в Варшаве.
- Россия — Бронетанковый музей в Кубинке.
- США — музей Абердинского полигона.
- Чехия — два «Хетцера» в музее военной техники в Лешани.
- Швейцария — музей в Туне.
- Швеция — бронетанковый музей в Аксвалле.

## Стендовый моделизм
«Хетцер» производится фирмами «Драгон» (Китай) в масштабе 1:35 с июля 2011 года, Italery, модель 1980 года, новые модели с 2016 года, ACADEMY, модель выпускается с 2012 года.
В масштабе 1:72 выпускалась фирмой ESCI.
В масштабе 1:76 выпускается фирмой Fujimi.  

### Сноски
1. ↑  Изредка употребляется также транслитерация «Гетцер».
2. ↑  В переносном значении: самая брехливая гончая в своре.
3. ↑  Типовое наименование, образованное из обозначения для истребителей танков — Jagdpanzer и номера танка-шасси для САУ — PzKpfw 38(t).
4. ↑  Производство «Хетцеров» продолжалось вплоть до первых дней мая, но точные данные о произведённых в этот период машинах отсутствуют.
5. ↑  9409 машин выпущено в 1940—1945 годах, не считая 1212 САУ варианта Sturmhaubitze 42.
6. ↑  нем. Aufbau — термин в немецком танкостроении, обозначавший часть корпуса выше надгусеничных полок, вместе с башней и вооружением.
7. ↑  На германские штурмовые орудия после их перевооружения длинноствольными 75-мм орудиями уже оказались в значительной мере возложены задачи истребителей танков, и их дальнейшее развитие продолжалось в этом направлении.
8. ↑  Не путать с безоткатным орудием: безоткатная или «жёсткая» установка орудия подразумевает отсутствие противооткатных устройств, что означает передачу отдачи непосредственно на корпус машины.
9. ↑  Используемое порой в литературе написание Starr является некорректным.
10. ↑  Обозначение ST-II было присвоено противотанковым САУ «Мардер», использовавшимся в чехословацкой армии в роли учебных.
11. ↑  Нет сведений о том, оставались ли на вооружении несколько ещё более старых лёгких танков F.T. и «Виккерс» Model 1934, но их боевая ценность в любом случае была пренебрежимо мала.
12. ↑  Причины затягивания переговоров между Чехословакией и Швейцарией не вполне ясны, в сохранившихся документах высказываются, в частности, сомнения в соответствии «Хетцеров» возросшим послевоенным требованиям, а также опасения, что сделка может являться прикрытием для реэкспорта САУ в Испанию в нарушение международного эмбарго.
13. ↑  Опыт в установке дизельных двигателей на бронетехнике Швейцария получила ещё в довоенный период, тракторные дизели «Заурер» устанавливались на польских танках 7TP и позднее на швейцарских LTH.
14. ↑  Siemens-Marteneit.
15. ↑  С обзором через люк, что даёт лучший обзор и менее утомительно.
16. ↑  Пять передач переднего и одна передача заднего хода.
17. ↑  По собственной германской классификации орудия такого типа относились к классу штурмовых орудий.
18. ↑  Полностью аналогичной орудию базовой САУ по баллистике и применяемым боеприпасам, но отличавшейся, помимо непринципиальных деталей конструкции, наличием дульного тормоза.
19. ↑  Хотя опыт войны уже к тому времени показал серьёзное снижение боевой эффективности танков с двухместными башнями, у которых на командира возлагались и функции заряжающего или наводчика.
20. ↑  Игра слов с фамилией командира группы — Nasht и нем. Nacht — «ночь», то есть «1001 ночь», из-за чего название боевой группы в русскоязычных источниках порой переводится.
21. ↑  В советских документах обозначавшееся как учебная танковая дивизия.
22. ↑  Не уточняется, было ли это безвозмездной передачей или продажей в оплату за поставки сырья.
23. ↑  Прежде всего «Пантера», «Тигр» и «Тигр II».
24. ↑  Что относится как к оперативности переброски орудий на угрожаемый участок, так и к возможностям перемещения 1425-килограммового орудия на поле боя силами расчёта.
25. ↑  Снижающий заметность САУ и шансы попадания в неё.
26. ↑  Что приводит к уменьшению площади бронирования и, соответственно, массы броневого корпуса.
27. ↑  За исключением лишь Jagdpanzer IV/70 и «Ягдтигра».
28. ↑  У StuG III, StuG IV и Jagdpanzer IV — ±10°, у «Ягдпантеры» — ±13°.
29. ↑  Не считая T26E3, в то время классифицировавшегося как тяжёлый танк, и среднего Т-44, производившегося крупной серией, но на фронт не отправлявшегося.
30. ↑  В статистику входят данные по всем германским танковым и противотанковым орудиям калибра 75 мм.
31. ↑  К которым относились сравнительно небольшая по размерам область маски орудия, а также нижняя лобовая деталь, которая на средних и больших дистанциях в основном оказывалась скрыта складками местности, что снижало вероятность попадания в неё.
32. ↑  Сколько-нибудь значительные месторождения вольфрама в Германии и на оккупированных ей в ходе войны территориях отсутствовали, а его импорт из нейтральных стран был прекращён в 1942—1943 годах усилиями стран антигитлеровской коалиции.
33. ↑  Так, в статистике поражения советских танков в 1944 году на подкалиберные снаряды приходится лишь 3 %.
34. ↑  Применявшиеся на танках и САУ 1944—1945 годов прицелы имели аналогичное или меньшее увеличение, лишь в США в конце войны получили распространение перископические прицелы с увеличением 6×.
35. ↑  Среди прицелов, использовавшихся в танках и САУ в 1944—1945 годах, в Германии применялись танковые прицелы с постоянным увеличением 2,5× или переменным 2,5× и 5×, с полем зрения 12,5—15° при большем и 25—30° при меньшем увеличении. Советские стандартные прицелы с увеличением 4× имели поле зрения в 15°, а применявшиеся в США прицелы имели при увеличении 5× или 6× имели поле зрения, соответственно, 13 или 11°, в сочетании с перископическим прицелом однократного увеличения, имеющим поле зрения 40° и более.
36. ↑  Приведённая толщина бронирования PzKpfw IV — 50—82 мм, M4 — 51—76 мм, «Кромвеля» — 64—76 мм, Т-34-85 — 90 мм; лишь у «Пантеры» — 112—139 мм, но она по советской классификации считалась тяжёлым танком.
37. ↑  Для разных данных о мощности двигателя «Хетцера», которые могут относиться к различным методикам её измерения.
38. ↑  Как правило, бронемашины или специализированные БРЭМ на их базе были способны буксировать бронетехнику сходной массы — более или менее успешно осуществлять это могли даже считающиеся малоподвижными «Тигр II», «Ягдтигр».
39. ↑  По массовой классификации. По национальной итальянской классификации относился к средним танкам.